# Liste der Biografien/Kau
Liste der Biografien |
Portal Biografien |
Personensuche
# |
A |
B |
C |
D |
E |
F |
G |
H |
I |
J |
K |
L |
M |
N |
O |
P |
Q |
R |
S |
T |
U |
V |
W |
X |
Y |
Z |
?
 
Ka |
Kb |
Kc |
Kd |
Ke |
Kf |
Kg |
Kh |
Ki |
Kj |
Kl |
Km |
Kn |
Ko |
Kp |
Kr |
Ks |
Kt |
Ku |
Kv |
Kw |
Ky |
Kx |
Kz
 
Kaa–Kag |
Kah |
Kai |
Kaj |
Kak |
Kal |
Kam |
Kan |
Kao |
Kap |
Kar |
Kas |
Kat |
Kau |
Kav |
Kaw |
Kay |
Kaz
Die Liste der Biografien führt alle Personen auf, die in der deutschsprachigen Wikipedia einen Artikel haben. Dieses ist eine Teilliste mit 857 Einträgen von Personen, deren Namen mit den Buchstaben „Kau“ beginnt.

## Kau
- Kau, Carl (* 1954), deutscher Politiker (CDU), MdBB
- Kau, Georg (1870–1947), deutscher Kirchen- und Glasmaler sowie Illustrator
- Kau, Hans-Peter (1959–2013), deutscher Maschinenbauer und Hochschullehrer
- Kau, Johannes (* 1957), deutscher Fußballspieler

### Kaua
- Kauã Elias (* 2006), brasilianischer Fußballspieler
- Kauahi, Kaliko (* 1974), amerikanische Schauspielerin
- Kauanivi, Mynhardt (* 1984), namibischer Marathonläufer
- Kauaros, König der Kelten von Tylis

### Kaub
- Kaub, Hannelore (1936–2017), deutsche Kabarettistin
- Kaub, Reinhold (1929–2015), deutscher Politiker (SPD)
- Kauba, Carl (1865–1922), österreichischer Bildhauer
- Kaube, Jürgen (* 1962), deutscher Journalist und SoziologeJürgen Kaube (* 1962)

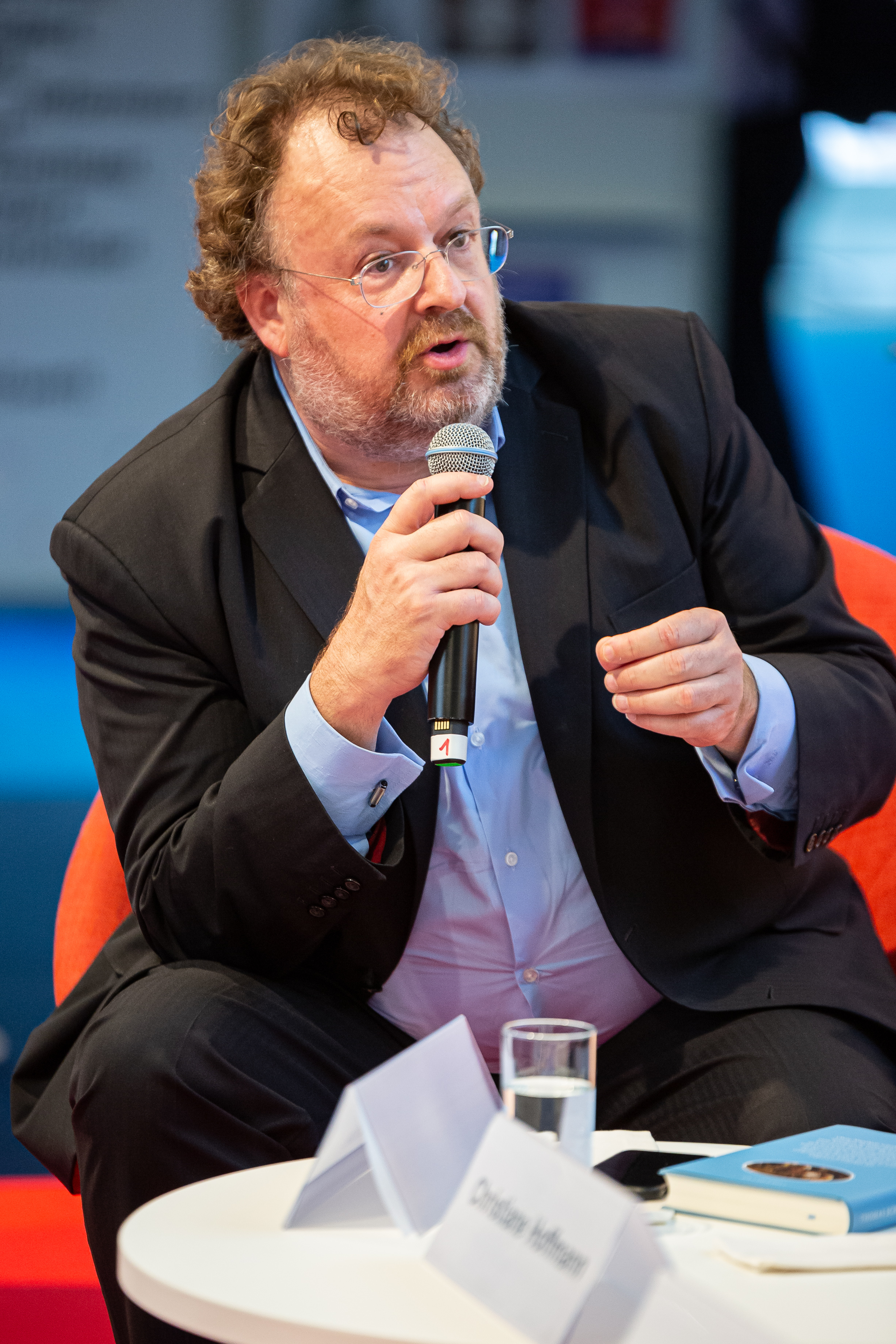
Jürgen Kaube (* 1962)

- Kaube, Rainer (* 1944), deutscher Fußballspieler
- Kaubiš, Nikolai (1916–1977), estnischer Fußballnationalspieler
- Kaubisch, Martin (1888–1941), deutscher Schriftsteller, vor allem Lyriker
- Kaubitzsch, Hans-Christian (* 1955), deutscher Fußballspieler
- Käubler, Johannes (1849–1924), Bürgermeister der Stadt Bautzen und sächsischer Landtagsabgeordneter
- Käubler, Rudolf (1904–1989), deutscher Geograph

### Kauc
- Kauch, Michael (* 1967), deutscher Politiker (FDP), MdB, MdEP
- Kaučikas, Jonas (* 1954), litauischer Handballspieler und -trainer
- Kaucsar, Joseph (1904–1986), französischer Fußballspieler
- Kauczinski, Markus (* 1970), deutscher Fußballtrainer

### Kaud
- Kaudelka, Barbara (* 1981), österreichische Schauspielerin
- Kaudelka, Sandra (* 1977), deutsche Filmemacherin
- Kauder, Emil (1901–1982), austroamerikanischer Ökonom und Hochschullehrer
- Kauder, Gustav (1881–1942), deutsch-österreichischer Journalist und Schriftsteller
- Kauder, Hugo (1888–1972), österreichisch-US-amerikanischer Komponist und Violinist
- Kauder, Reinhold (* 1950), deutscher Kanute
- Kauder, Siegfried (* 1950), deutscher Politiker (CDU), MdBSiegfried Kauder (* 1950)

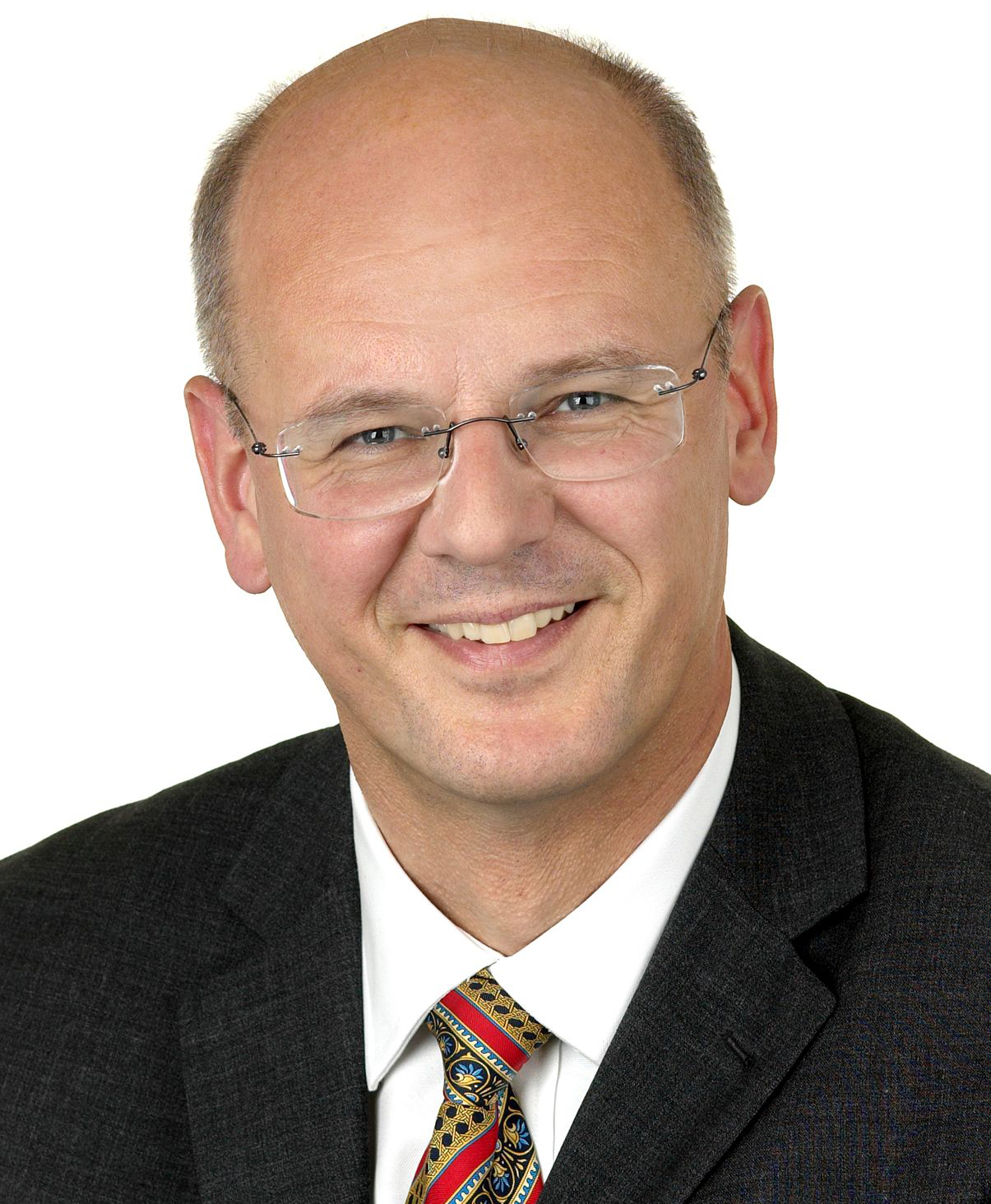
Siegfried Kauder (* 1950)

- Kauder, Viktor (1899–1985), deutscher Bibliothekar, Volkstums- und Deutschtumsforscher
- Kauder, Volker (* 1949), deutscher Politiker (CDU), MdBVolker Kauder (* 1949)

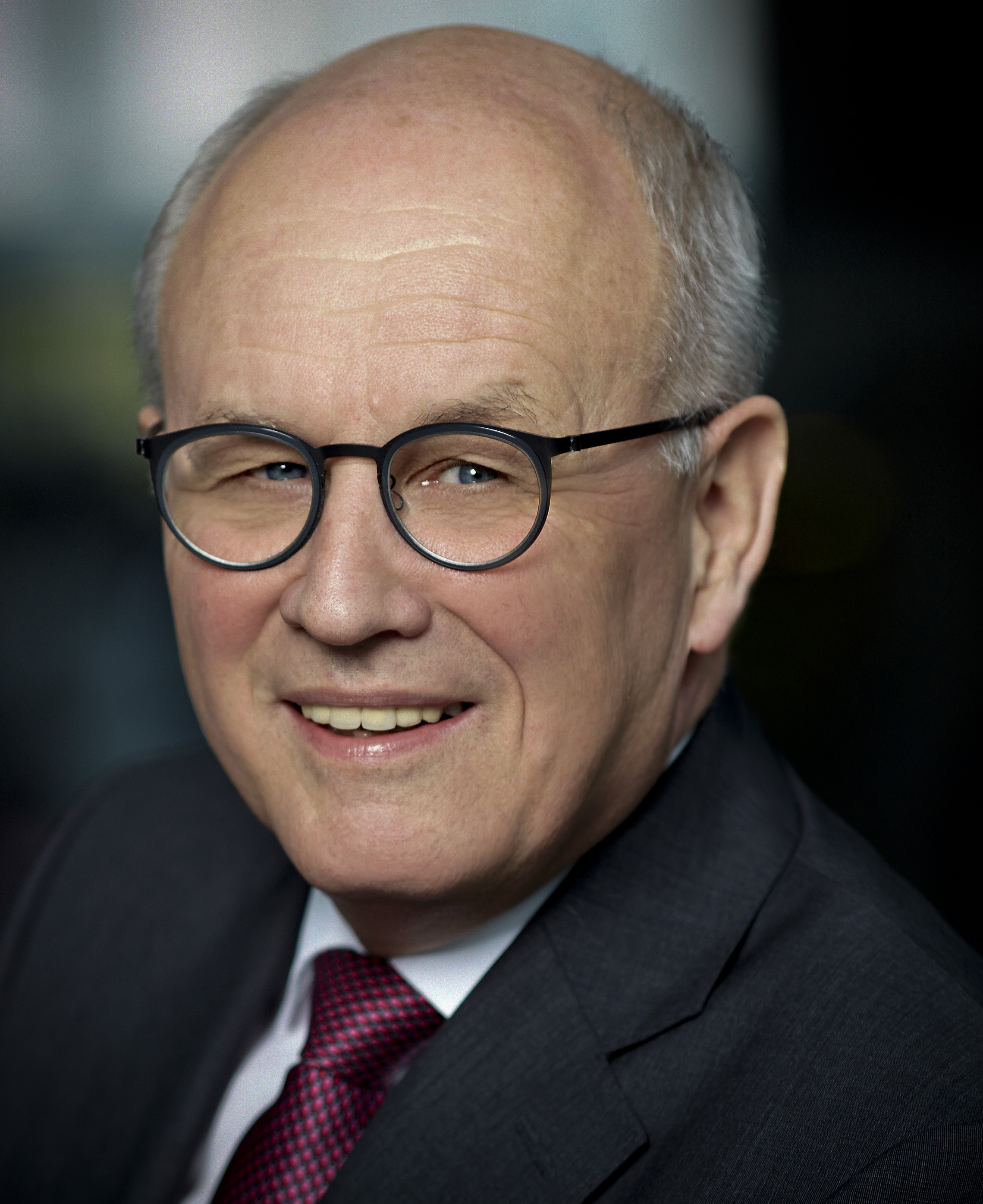
Volker Kauder (* 1949)

- Kauderbach, Imanuel Heinrich (1695–1776), deutscher lutherischer Theologe
- Kauderer, Emilio (* 1950), argentinischer Musiker und Komponist von Filmmusik
- Kauderer, Hans-Ulrich (* 1966), deutscher Hotelier und Kabarettist
- Kauders, Otto (1893–1949), österreichischer Psychiater und Neurologe
- Kaudewitz, Fritz (1921–2001), deutscher Genetiker
- Kaudzīte, Matīss (1848–1926), lettischer Schriftsteller
- Kaudzīte, Reinis (1839–1920), lettischer Lehrer und Schriftsteller

### Kaue
- Kauer, Erich (1908–1989), deutscher Fußballspieler
- Kauer, Ferdinand (1751–1831), österreichischer Komponist und Dirigent
- Kauer, Robert (1868–1930), österreichischer Klassischer Philologe
- Kauer, Robert (1901–1953), österreichischer Jurist, Nationalsozialist und deutscher Reichsgerichtsrat
- Kauer, Robert (1935–2019), österreichischer Politiker (ÖVP), Landtagsabgeordneter
- Kauer, Sophie (* 2001), britisch-deutsche Cellistin sowie Schauspielerin
- Kauer, Walther (1935–1987), Schweizer Schriftsteller
- Kauer, Wolfgang (* 1957), österreichischer Schriftsteller
- Kauerauf, Inge (* 1939), deutsche Politikerin (SPD), MdL
- Kauerhof, Rico (* 1972), deutscher Fußballspieler
- Kauermann, Göran (* 1965), deutscher Statistiker
- Kauermann, Wilhelm (1898–1973), deutscher Politiker (SPD)
- Kauert, Gerold (* 1947), deutscher Pharmakologe, Forensischer Toxikologe und Hochschullehrer im Ruhestand
- Kauertz, Claudia (* 1967), deutsche Historikerin und Archivarin, Museums- und Archivleiterin
- Kauertz, Karin (* 1953), deutsche Politikerin (SPD), MdBB
- Kauerz, Johann Heinrich (* 1810), preußischer Verwaltungsbeamter

### Kauf
- Kauf, Jaelin (* 1996), US-amerikanische Freestyle-Skisportlerin
- Kauf, Rüdiger (* 1975), deutscher FußballspielerRüdiger Kauf (* 1975)

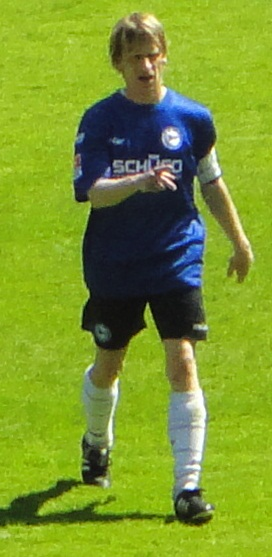
Rüdiger Kauf (* 1975)

- Kauf, Stephan (1907–1962), Schweizer Benediktinermönch, Abt der Abtei Muri-Gries

#### Kaufe
- Kaufeld, Heini (1920–1996), deutscher Theaterschauspieler
- Kaufeldt, Per (1902–1956), schwedischer Fußballspieler, -trainer, Bandy- und Eishockeyspieler
- Kaufer, Evelin (* 1953), deutsche Leichtathletin und Olympiamedaillengewinnerin
- Käufer, Helmut (1924–2014), deutscher Kunststofftechniker und Physiker
- Käufer, Hugo Ernst (1927–2014), deutscher Bibliothekar und Schriftsteller
- Käufer, Urs (* 1984), deutscher Ruderer

#### Kauff
- Kauff, Benedikt (* 1985), deutscher Schauspieler
- Kauffberg, Christian Friedrich von († 1741), fürstlich-sachsen-weißenfelsischer Hof- und Landkammerrat sowie Amtmann
- Kauffberg, Friedrich August von (1746–1808), preußischer Offizier, zuletzt Generalmajor und Chef des Infanterieregiments Nr. 51
- Kauffeld, Carl F. (1911–1974), US-amerikanischer Herpetologe
- Kauffeld, Elisa (1913–2012), deutsche Politikerin, Autorin, Friedensaktivistin, Stewardess
- Kauffeld, Greetje (* 1939), niederländische Schlager- und Jazz-SängerinGreetje Kauffeld (* 1939)

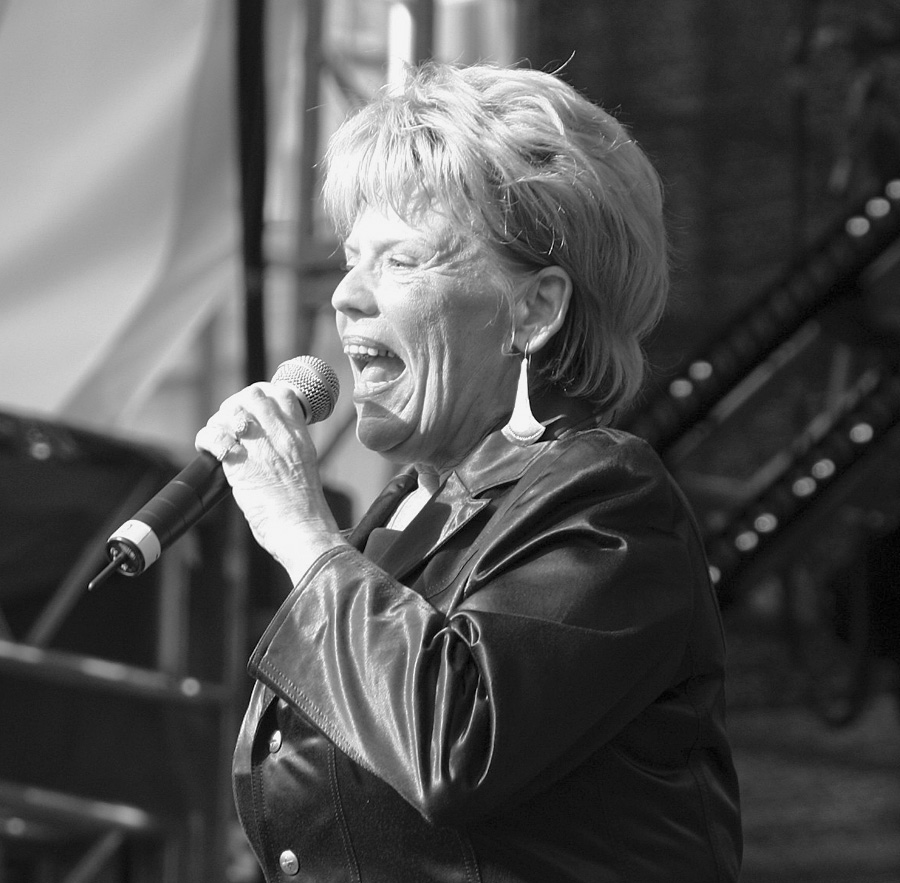
Greetje Kauffeld (* 1939)

- Kauffeldt, Berit (* 1990), deutsche Volleyball-Nationalspielerin
- Käuffelin, Balthasar († 1559), deutscher Theologe und Reformator
- Käuffelin, Gottfried (1701–1777), lutherischer Abt des Klosters Blaubeuren
- Kauffer von Sturmwehr, Johann Georg, böhmischer Adliger, Jurist sowie Hauptmann der Studentenkompagnie
- Kauffer, Edward McKnight (1891–1954), US-amerikanischer Grafiker
- Käuffer, Friedrich Wilhelm (1786–1851), deutscher Jurist
- Kauffman, Andrew John (1920–2002), US-amerikanischer Bergsteiger
- Kauffman, Bill (* 1959), amerikanischer Autor und Kolumnist
- Kauffman, Cynthia (* 1948), US-amerikanische Eiskunstläuferin
- Kauffman, Draper (1911–1979), US-amerikanischer Offizier, Konteradmiral der US-Navy
- Kauffman, Ewing M. (1916–1993), US-amerikanischer Unternehmer und Philanthrop
- Kauffman, Fannie (1924–2009), kanadisch-mexikanischer Schauspielerin
- Kauffman, Ferdy (1878–1938), deutscher Musiker
- Kauffman, George B. (1930–2020), US-amerikanischer Chemiehistoriker und Chemiker
- Kauffman, Harold (1875–1936), US-amerikanischer Tennisspieler
- Kauffman, J. Howard (1919–2003), US-amerikanischer Soziologe
- Kauffman, James Lee (1886–1968), US-amerikanischer Rechtsanwalt
- Kauffman, Léon (1869–1952), luxemburgischer Politiker
- Kauffman, Louis H. (* 1945), US-amerikanischer Mathematiker
- Kauffman, Marta (* 1956), US-amerikanische Fernsehproduzentin
- Kauffman, Robert (* 1964), US-amerikanischer Unternehmer und Autorennfahrer
- Kauffman, Ronald (* 1946), US-amerikanischer Eiskunstläufer
- Kauffman, Ross, britischer Dokumentarfilmer
- Kauffman, Stuart (* 1939), US-amerikanischer Biologe und Forscher auf dem Gebiet komplexer Systeme
- Kauffman, Travis (* 1985), US-amerikanischer Schwergewichtsboxer
- Kauffmann, Aage von (1852–1922), dänischer Architekt
- Kauffmann, Angelika (1741–1807), Schweizer MalerinAngelika Kauffmann (1741–1807)

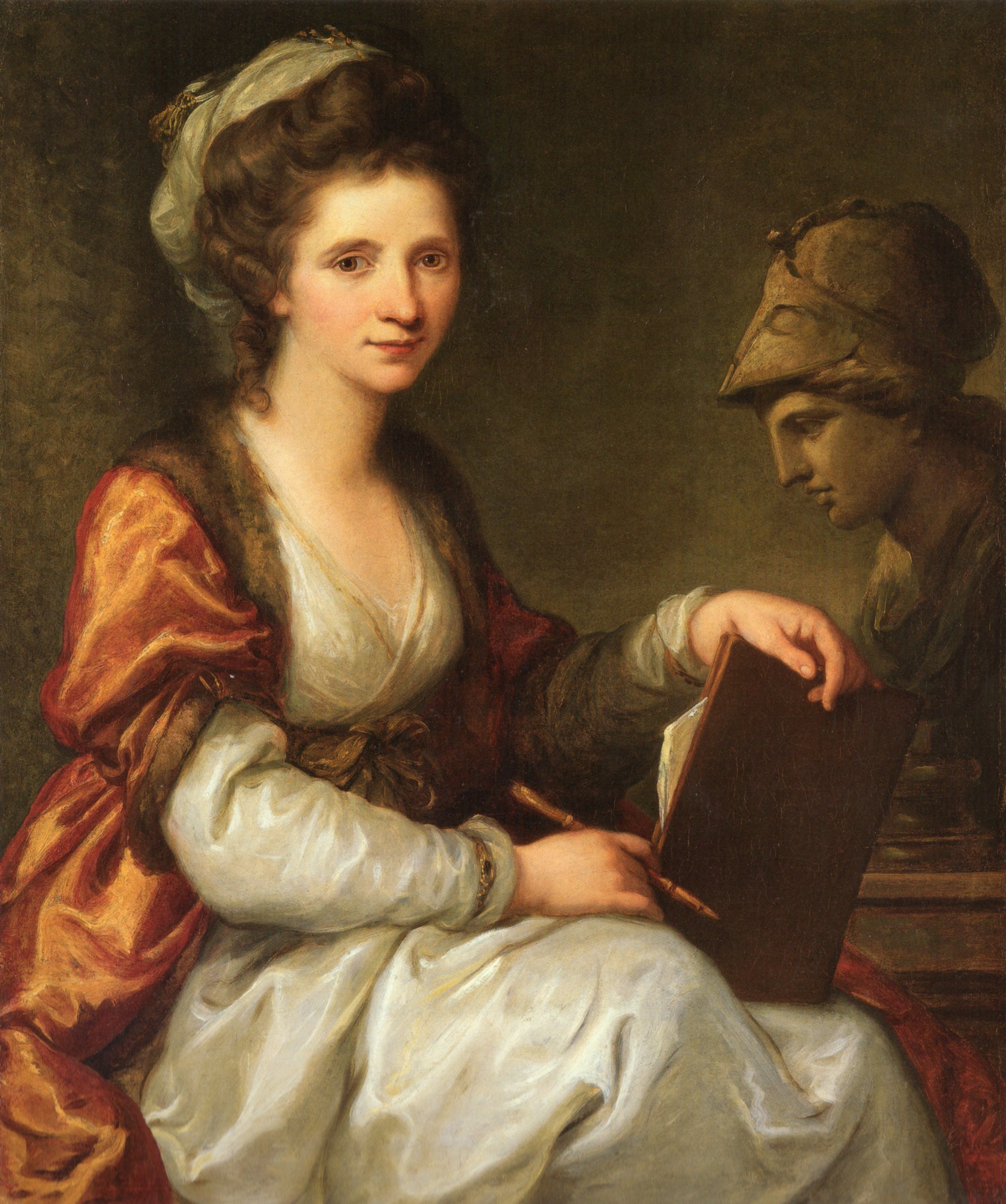
Angelika Kauffmann (1741–1807)

- Kauffmann, Arthur (1887–1983), deutsch-britischer Kunsthistoriker und Kunsthändler
- Kauffmann, Artur (1897–1942), deutscher Politiker (NSDAP), MdR
- Kauffmann, Benjamin (* 1988), deutscher Fußballspieler
- Kauffmann, Bernd (* 1944), deutscher Kulturmanager und Jurist
- Kauffmann, Caroline (1852–1926), französische Feministin
- Kauffmann, Claus Michael (1931–2023), britischer Kunsthistoriker
- Kauffmann, Clemens (1961–2020), deutscher Politikwissenschaftler
- Kauffmann, Édouard (1895–1944), französischer Oberstleutnant der Luftwaffe und Widerstandskämpfer
- Kauffmann, Egon (1929–2011), deutscher Postbeamter und Politiker (CDU), MdBB
- Kauffmann, Emil (1836–1909), deutscher Musikpädagoge und Dirigent
- Kauffmann, Ernst Friedrich (1803–1856), württembergischer Komponist, Mathematiker und Lehrer
- Kauffmann, Eugen (1882–1972), deutscher Ingenieur und Unternehmer
- Kauffmann, Frances (* 2000), deutsche Volleyballspielerin
- Kauffmann, Friedrich (1811–1874), deutscher UnternehmerFriedrich Kauffmann (1811–1874)

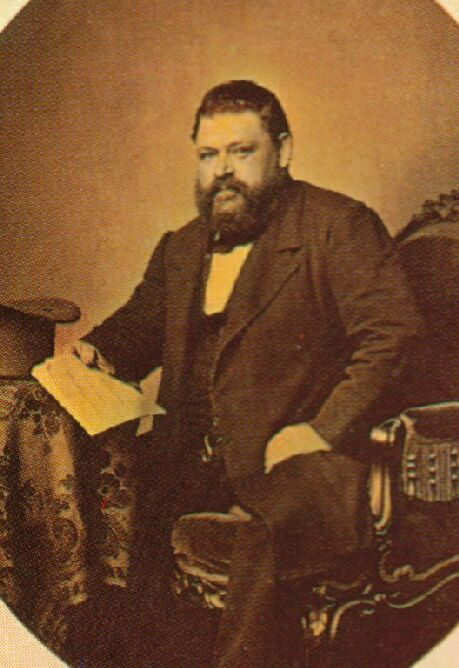
Friedrich Kauffmann (1811–1874)

- Kauffmann, Friedrich (1863–1941), deutscher Mediävist und Linguist
- Kauffmann, Friedrich (1883–1956), deutscher Jurist und Verwaltungsbeamter
- Kauffmann, Friedrich Ludwig von (1765–1843), württembergischer Oberamtmann
- Kauffmann, Fritz (1855–1934), deutscher Komponist und Dirigent
- Kauffmann, Fritz (1886–1971), deutscher Jurist und Ministerialrat
- Kauffmann, Fritz (1899–1978), deutsch-dänischer Bakteriologe
- Kauffmann, Fritz Alexander (1891–1945), deutscher Lehrer und Schriftsteller
- Kauffmann, Georg (1925–2010), deutscher Kunsthistoriker
- Kauffmann, Georg Friedrich (1679–1735), deutscher Komponist des Barock
- Kauffmann, Gerhard (1887–1969), deutscher Offizier, zuletzt Generalleutnant im Zweiten Weltkrieg
- Kauffmann, Gertrud (1890–1965), deutsche Kunsthistorikerin und Autorin
- Kauffmann, Gottlob Immanuel (1831–1897), württembergischer Oberamtmann
- Kauffmann, Götz (1949–2010), österreichischer Schauspieler, Kabarettist und Buchautor
- Kauffmann, Guinevere (* 1968), US-amerikanische Astrophysikerin und Leibnizpreisträgerin
- Kauffmann, Gustav (1854–1902), deutscher Jurist und Politiker (DFP), MdR
- Kauffmann, Gustav (1894–1969), deutscher Politiker (CDU), MdL
- Kauffmann, Hans (1896–1983), deutscher Kunsthistoriker
- Kauffmann, Hans Joachim (1926–2008), deutscher Dirigent, Komponist und Hochschullehrer
- Kauffmann, Henrik (1888–1963), dänischer Diplomat deutscher Herkunft
- Kauffmann, Hermann (1808–1889), deutscher Maler und Lithograph
- Kauffmann, Hermann (1873–1953), deutscher Maler
- Kauffmann, Horst (* 1951), deutscher Ingenieur, Geschäftsführer und Politiker (DFP, CDU), MdVK
- Kauffmann, Hugo (1844–1915), deutscher Maler
- Kauffmann, Hugo (1870–1956), deutscher Chemiker
- Kauffmann, Johann M. (1910–1965), österreichischer Orgelbauer
- Kauffmann, Joseph Johann (1707–1782), österreichischer MalerJoseph Johann Kauffmann (1707–1782)

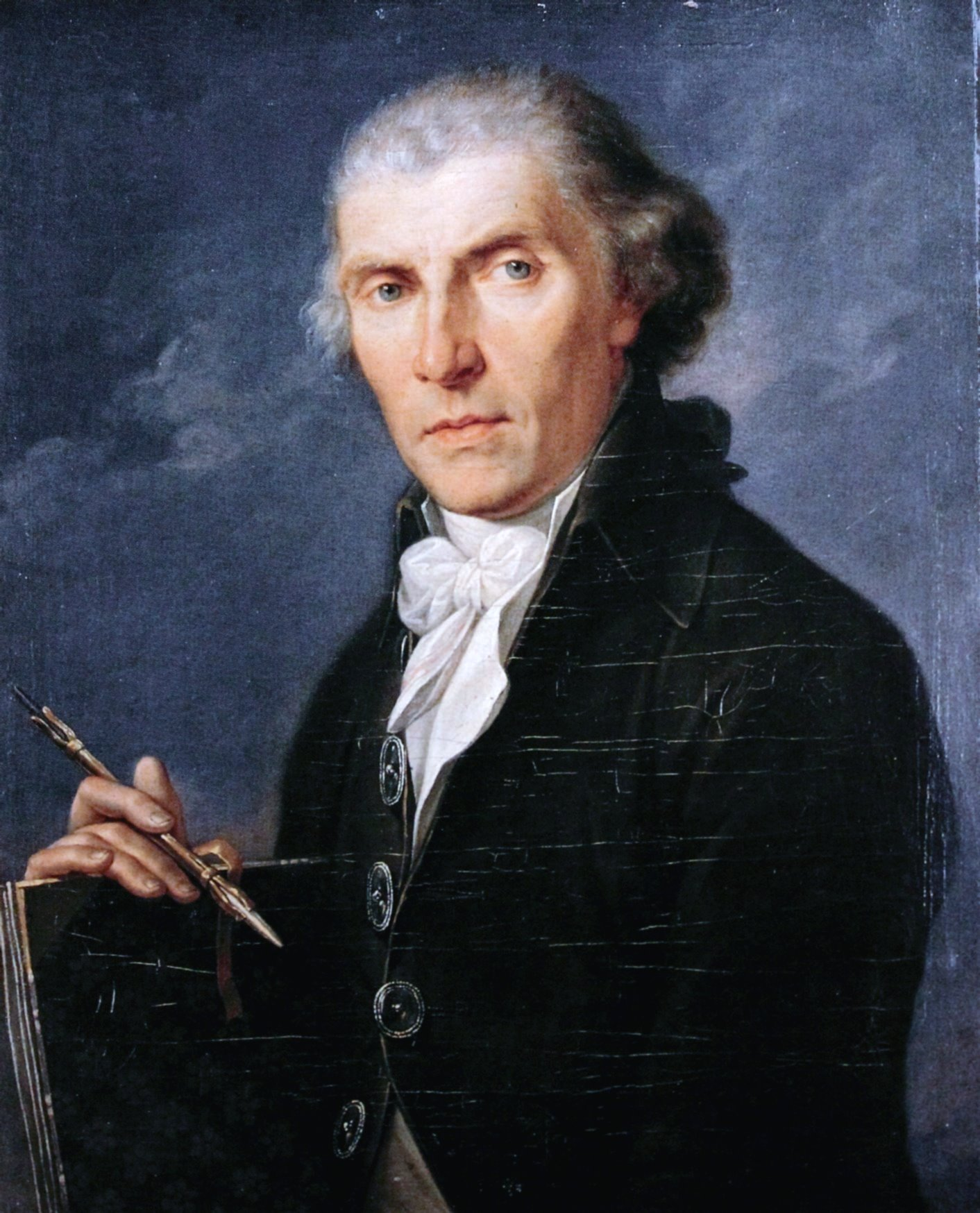
Joseph Johann Kauffmann (1707–1782)

- Kauffmann, Judith (* 1949), deutsche Journalistin und Fernsehmoderatorin
- Kauffmann, Juliana Amalie (1816–1869), deutsche Kauffrau
- Kauffmann, Kai (* 1961), deutscher Literaturwissenschaftler
- Kauffmann, Kurt (1902–1993), deutscher Jurist
- Kauffmann, Kurt Egon (1912–1991), deutscher Brigadegeneral der Bundeswehr
- Kauffmann, Leo Justinus (1901–1944), elsässischer Komponist
- Kauffmann, Max (1846–1913), deutscher Genremaler
- Kauffmann, Max (1871–1923), deutscher Psychiater und Psychologe
- Kauffmann, Oskar (1898–1955), österreichischer Psychiater und NS-Ärztefunktionär
- Kauffmann, Otto junior (1875–1941), deutscher Chemiker und Unternehmer
- Kauffmann, Otto senior (1845–1900), deutscher Fabrikant
- Kauffmann, Paul Adolphe (1849–1940), französischer Maler, Radierer und Illustrator
- Kauffmann, Richard (1887–1958), Architekt und Stadtplaner
- Kauffmann, Robert (1882–1942), deutscher Jurist, Manager und liberaler Politiker
- Kauffmann, Thekla (1883–1980), württembergische Politikerin (DDP), MdL 1919/20
- Kauffmann, Thomas (1924–2012), deutscher Chemiker und Hochschullehrer
- Kauffmann, Wilhelm von (1821–1892), dänischer Generalleutnant und Kriegsminister
- Kauffmann-Jassoy, Erich (1877–1948), deutscher Komponist
- Kauffold, Peter (1937–2014), deutscher Politiker (SPD), MdV, MdL
- Kauffungen, Kunz von (1904–1989), deutscher Journalist
- Kauffungen, Richard (1854–1942), österreichischer Bildhauer des Historismus

#### Kaufh
- Kaufhold, Ann-Katrin (* 1976), deutsche Rechtswissenschaftlerin und Hochschullehrerin
- Kaufhold, August (1871–1941), deutscher Architekt
- Kaufhold, August (1884–1955), deutscher Maler
- Kaufhold, Benno (* 1953), deutscher Politiker (CDU)
- Kaufhold, Casey (* 2004), US-amerikanische Bogenschützin
- Kaufhold, Friedrich (1908–1989), deutscher Ingenieur und Feuerwehrmann
- Kaufhold, Gerhard (1928–2009), deutscher Fußballspieler
- Kaufhold, Helmut (1903–1974), deutscher Politiker (CDU), MdL
- Kaufhold, Hubert (* 1943), deutscher Rechtswissenschafter
- Kaufhold, Josef (* 1869), deutscher Architekt
- Kaufhold, Joseph (1876–1940), deutscher Jurist und Politiker (DNVP), MdL
- Kaufhold, Karl (1922–2015), deutscher Komponist, Dirigent und Organist
- Kaufhold, Karl Heinrich (1932–2020), deutscher Historiker
- Kaufhold, Martin (* 1963), deutscher HistorikerMartin Kaufhold (* 1963)

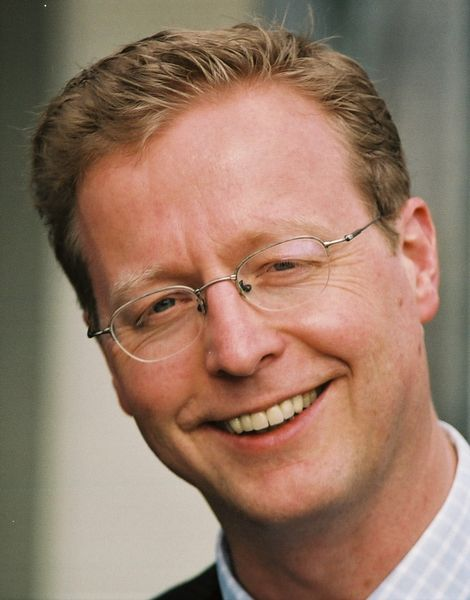
Martin Kaufhold (* 1963)

- Kaufhold, Nora (* 1929), deutsche Keramikerin und Textil- und Modegestalterin
- Kaufhold, Otmar (1952–2001), deutscher Ruderer
- Kaufhold, Roland (* 1961), deutscher Sachbuchautor und Journalist
- Kaufhold, Tobias (* 1964), deutscher Kunsthistoriker
- Kaufholz, Bernd (* 1952), deutscher Journalist und Autor
- Kaufholz, Joseph (1798–1859), Landwirt und Mitglied der kurhessischen Ständeversammlung

#### Kaufi
- Kaufinger, Ina (* 1993), deutsche Tennisspielerin

#### Kaufl
- Käuflein, Albert (* 1960), deutscher Autor und Kommunalpolitiker
- Kauflin, Justin (* 1986), US-amerikanischer Jazzpianist

#### Kaufm

##### Kaufma

###### Kaufman
- Kaufman, Adam (* 1974), US-amerikanischer Schauspieler
- Kaufman, Alan (* 1952), US-amerikanischer Schriftsteller
- Kaufman, Alan S. (* 1944), US-amerikanischer Psychologe
- Kaufman, Andy (1949–1984), US-amerikanischer Entertainer und SchauspielerAndy Kaufman (1949–1984)

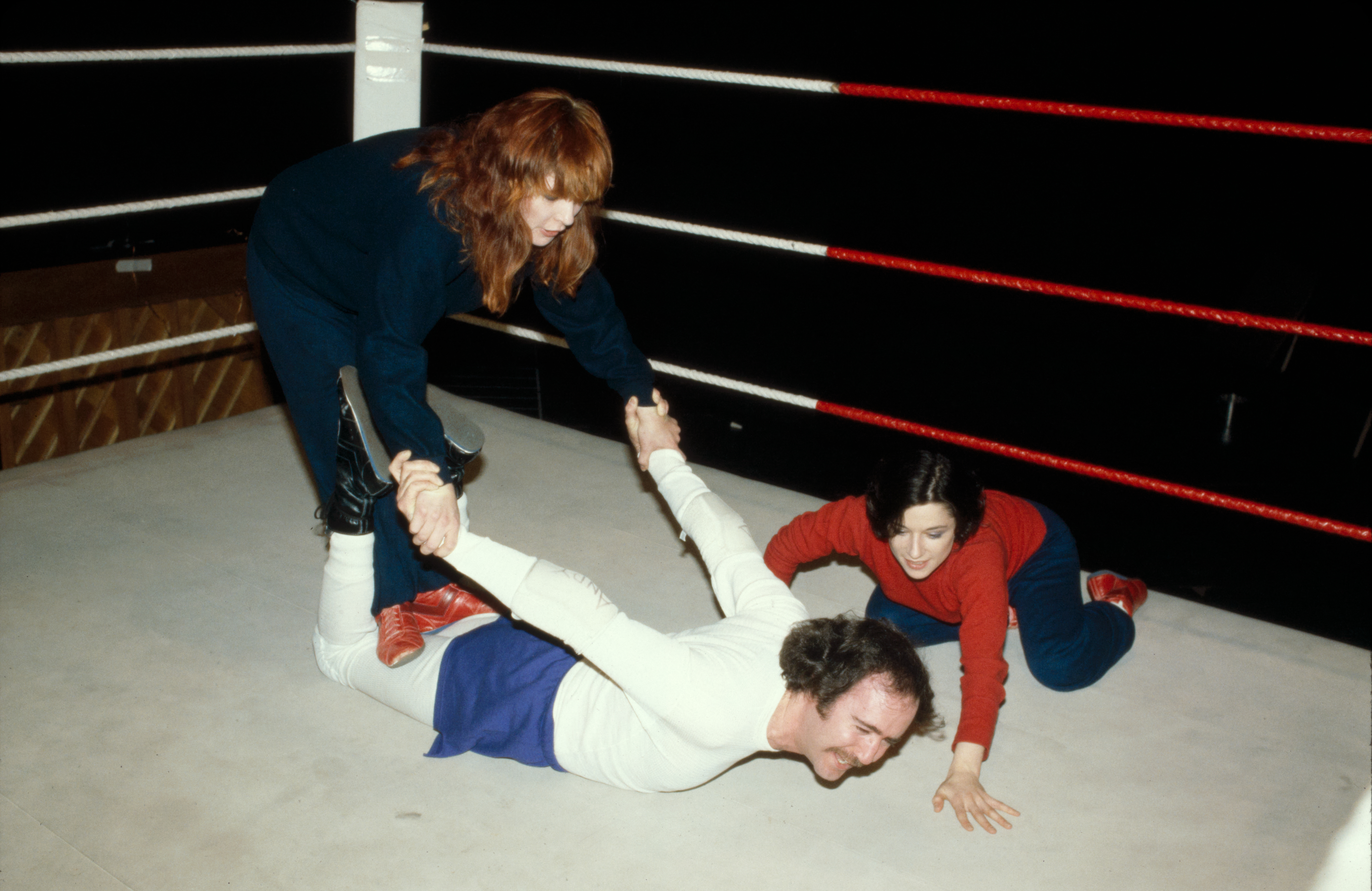
Andy Kaufman (1949–1984)

- Kaufman, Beatrice (1895–1945), US-amerikanische Herausgeberin und Dramatikerin
- Kaufman, Bel (1911–2014), ukrainisch-amerikanische Schriftstellerin
- Kaufman, Benjamin (* 1962), US-amerikanischer Psychologe
- Kaufman, Bob (1925–1986), US-amerikanischer Beat-Poet
- Kaufman, Boris (1906–1980), US-amerikanischer Kameramann
- Kaufman, Bruria (1918–2010), theoretische Physikerin
- Kaufman, Carol, US-amerikanische Schauspielerin
- Kaufman, Chaim (1934–1995), israelischer Politiker
- Kaufman, Charles (1904–1991), US-amerikanischer Drehbuchautor
- Kaufman, Charlie (* 1958), US-amerikanischer Drehbuchautor und Filmregisseur
- Kaufman, Claire (* 1969), US-amerikanische Set-Dekorateurin
- Kaufman, Dan, Visual Effects Artist
- Kaufman, David (* 1961), US-amerikanischer Schauspieler und SynchronsprecherDavid Kaufman (* 1961)

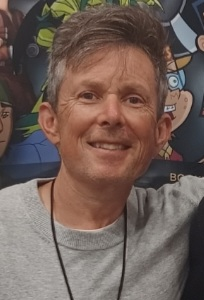
David Kaufman (* 1961)

- Kaufman, David Spangler (1813–1851), US-amerikanischer Politiker
- Kaufman, George G. (1933–2020), US-amerikanischer Wirtschaftswissenschaftler und Hochschullehrer
- Kaufman, George S. (1889–1961), US-amerikanischer Bühnen- und Drehbuchautor
- Kaufman, Gerald (1930–2017), britischer Politiker (Labour Party), Mitglied des House of Commons
- Kaufman, Grace (* 2002), US-amerikanische Schauspielerin
- Kaufman, Henry (* 1927), US-amerikanischer Ökonom
- Kaufman, Irving (1890–1976), US-amerikanischer Sänger
- Kaufman, Irving (1910–1992), US-amerikanischer Jurist
- Kaufman, Jack (1883–1948), US-amerikanischer Sänger
- Kaufman, James C. (* 1974), US-amerikanischer Psychologe und Hochschullehrer
- Kaufman, Jiří (* 1979), tschechischer Fußballspieler
- Kaufman, Josef (* 1984), tschechischer Fußballspieler
- Kaufman, Larry (* 1947), US-amerikanischer Schachgroßmeister und Shōgispieler
- Kaufman, Leonard B. (1924–2009), US-amerikanischer Schauspielagent und Filmproduzent
- Kaufman, Lloyd (* 1945), US-amerikanischer Produzent, Regisseur, Drehbuchautor und SchauspielerLloyd Kaufman (* 1945)

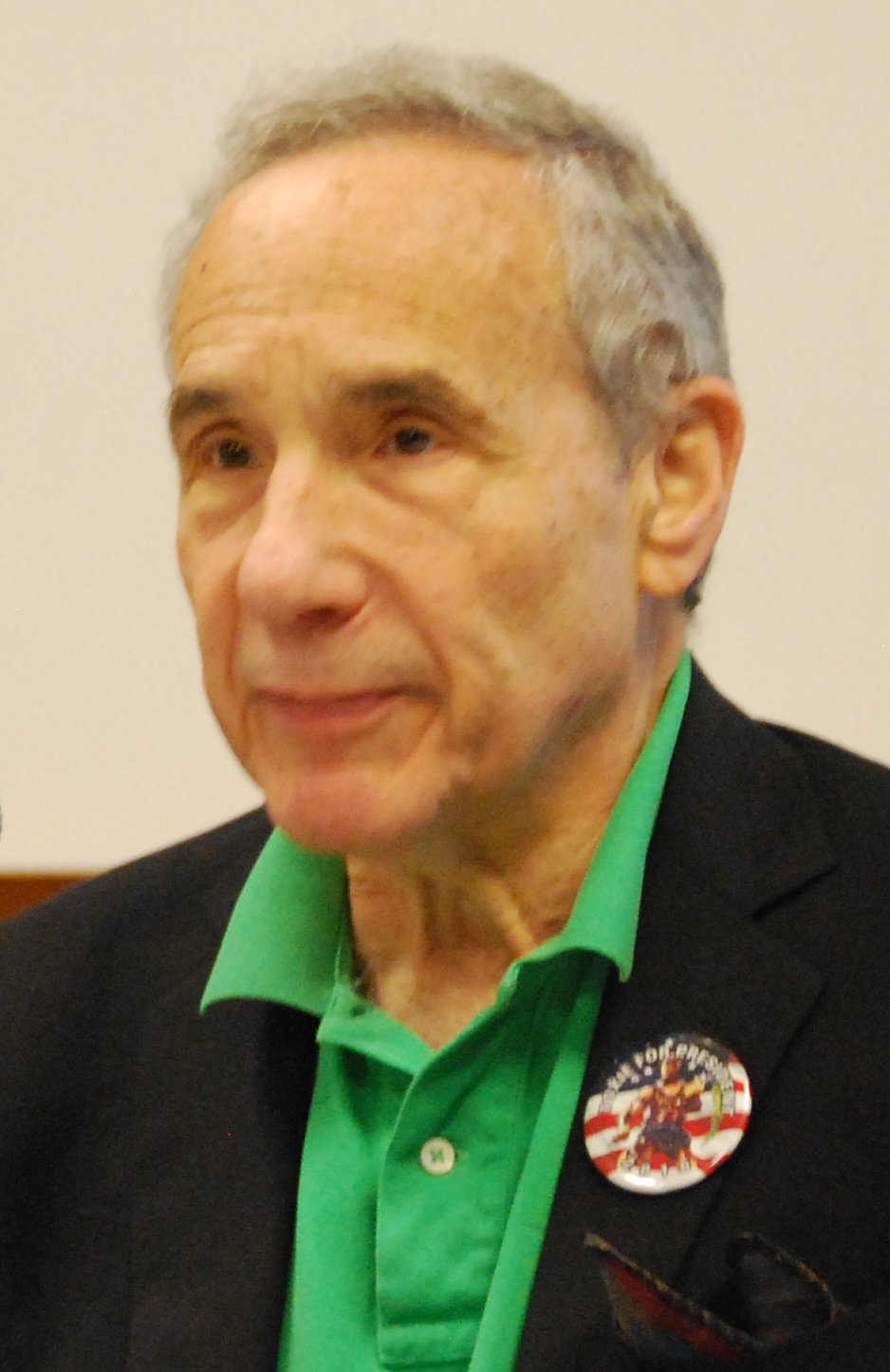
Lloyd Kaufman (* 1945)

- Kaufman, Michail Abramowitsch (1897–1980), sowjetischer Filmregisseur und Kameramann
- Kaufman, Millard (1917–2009), US-amerikanischer Drehbuchautor
- Kaufman, Mirek (* 1963), tschechischer Maler
- Kaufman, Moisés (* 1963), venezolanischer Filmregisseur, Autor und Dramatiker
- Kaufman, Nadeen L. (* 1945), US-amerikanische Psychologin
- Kaufman, Nikolai (1925–2018), bulgarischer Musikethnologe, Komponist und Folklorist
- Kaufman, Paul A. (* 1964), englisch-kanadisch-amerikanischer Regisseur, Filmproduzent, Drehbuchautor, Schauspieler und Emmy-Preisträger
- Kaufman, Philip (* 1936), US-amerikanischer Filmregisseur, Drehbuchautor und Filmproduzent
- Kaufman, Robert (1931–1991), US-amerikanischer Drehbuchautor und Filmproduzent
- Kaufman, Steve (1960–2010), US-amerikanischer Grafiker, Künstler, Filmemacher und Vertreter der amerikanischen Pop Art
- Kaufman, Sue (1926–1977), US-amerikanische Schriftstellerin
- Kaufman, Tali, israelische Mathematikerin und Informatikerin
- Kaufman, Ted (* 1939), US-amerikanischer Politiker
- Kaufman, Theodore Newman (1910–1986), US-amerikanischer Geschäftsmann und Autor
- Kaufman, Thomas Charles, US-amerikanischer Genetiker
- Kaufman, William E. (* 1932), US-amerikanischer Rabbiner, Philosoph und Buchautor

###### Kaufmane
- Kaufmane, Sebastian (* 1982), deutscher Schauspieler

###### Kaufmann, A
- Kaufmann, Achim (* 1962), deutscher Jazzmusiker (Piano, Komposition)
- Kaufmann, Adelheid (* 1939), deutsche Richterin am Bundesfinanzhof
- Kaufmann, Adolf (1848–1916), österreichischer Landschafts- und Marinemaler
- Kaufmann, Alexander (1817–1893), deutscher Schriftsteller und Archivar
- Kaufmann, Alfred (1868–1946), deutscher evangelischer Pfarrer und Orientalist
- Kaufmann, Andrea (* 1969), österreichische Politikerin (ÖVP)
- Kaufmann, Andreas (* 1953), österreichischer UnternehmerAndreas Kaufmann (* 1953)

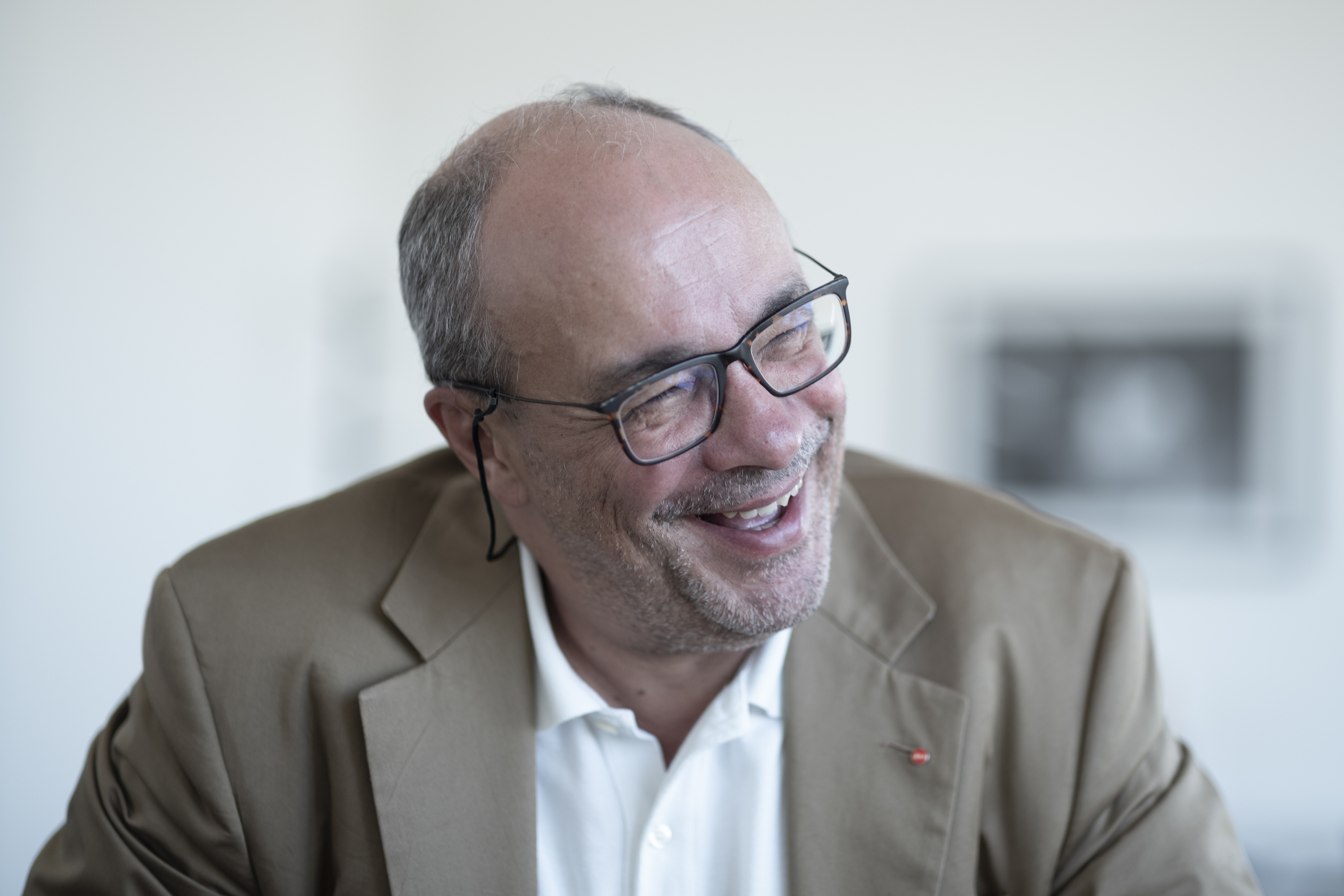
Andreas Kaufmann (* 1953)

- Kaufmann, Andreas (* 1957), deutscher Schauspieler, Theaterregisseur sowie Autor von Drehbüchern, Theaterstücken und Kinderbüchern
- Kaufmann, Andreas (* 1973), deutscher Fußballspieler
- Kaufmann, Andreas (* 1981), deutscher Politiker (CSU), MdL Bayern
- Kaufmann, Andreas M. (* 1961), schweizerisch-deutscher Lichtkünstler
- Kaufmann, Andrej (* 1975), kasachisch-deutscher Eishockeyspieler
- Kaufmann, Anette (* 1961), deutsche Filmproduzentin
- Kaufmann, Angelika (* 1935), österreichische Illustratorin
- Kaufmann, Anna Maria (* 1964), kanadisch-deutsche Opern- und Musicalsängerin (Sopran)Anna Maria Kaufmann (* 1964)

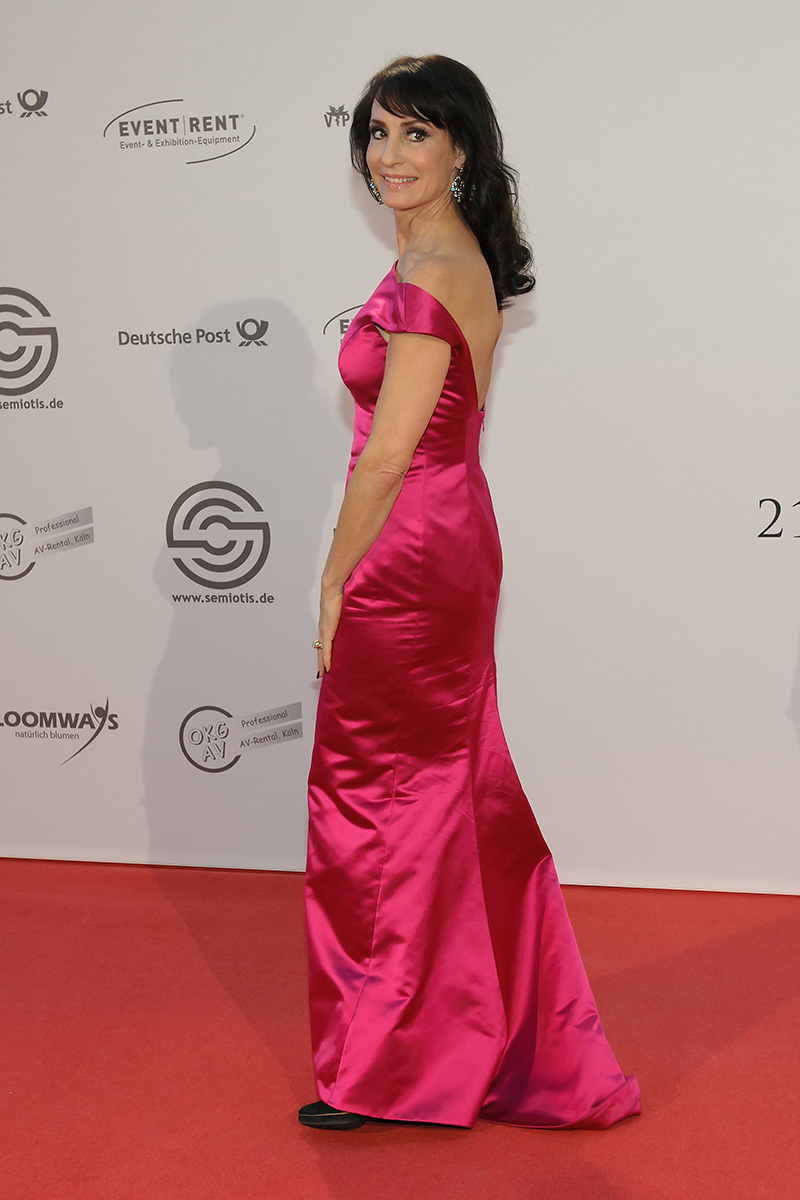
Anna Maria Kaufmann (* 1964)

- Kaufmann, Annett (* 2006), deutsche Tischtennisspielerin
- Kaufmann, Anton (1885–1948), badischer Beamter
- Kaufmann, Anton (1890–1977), österreichischer Politiker (ÖVP), Landtagsabgeordneter
- Kaufmann, Armin (1902–1980), österreichischer Komponist und Violinist
- Kaufmann, Armin (1922–1985), deutscher Jurist und Hochschullehrer
- Kaufmann, Arthur (1872–1938), österreichischer Jurist, Privatphilosoph und Schach-Meister
- Kaufmann, Arthur (1888–1971), deutscher Maler des Expressionismus
- Kaufmann, Arthur (1923–2001), deutscher Strafrechtslehrer und Rechtsphilosoph
- Kaufmann, August von (1791–1846), deutscher Verwaltungsjurist

###### Kaufmann, B
- Kaufmann, Benjamin (* 1997), österreichischer Fußballspieler
- Kaufmann, Benno von (1850–1934), sächsischer Generalleutnant
- Kaufmann, Bernd (* 1941), deutscher Leiter der Schule der HVA im Ministerium für Staatssicherheit (MfS) der DDR
- Kaufmann, Boris (1904–1977), russisch-staatenloser Mathematiker
- Kaufmann, Brigitte (* 1958), Schweizer Politikerin (FDP)

###### Kaufmann, C
- Kaufmann, Carl (1900–1980), deutscher Gynäkologe
- Kaufmann, Carl (1936–2008), deutscher Leichtathlet und Olympiamedaillengewinner
- Kaufmann, Christian (* 1976), Schweizer Freestyle-Skisportler
- Kaufmann, Christiane (* 1983), deutsche Künstlerin
- Kaufmann, Christine (1945–2017), deutsch-österreichische Schauspielerin und AutorinChristine Kaufmann (1945–2017)

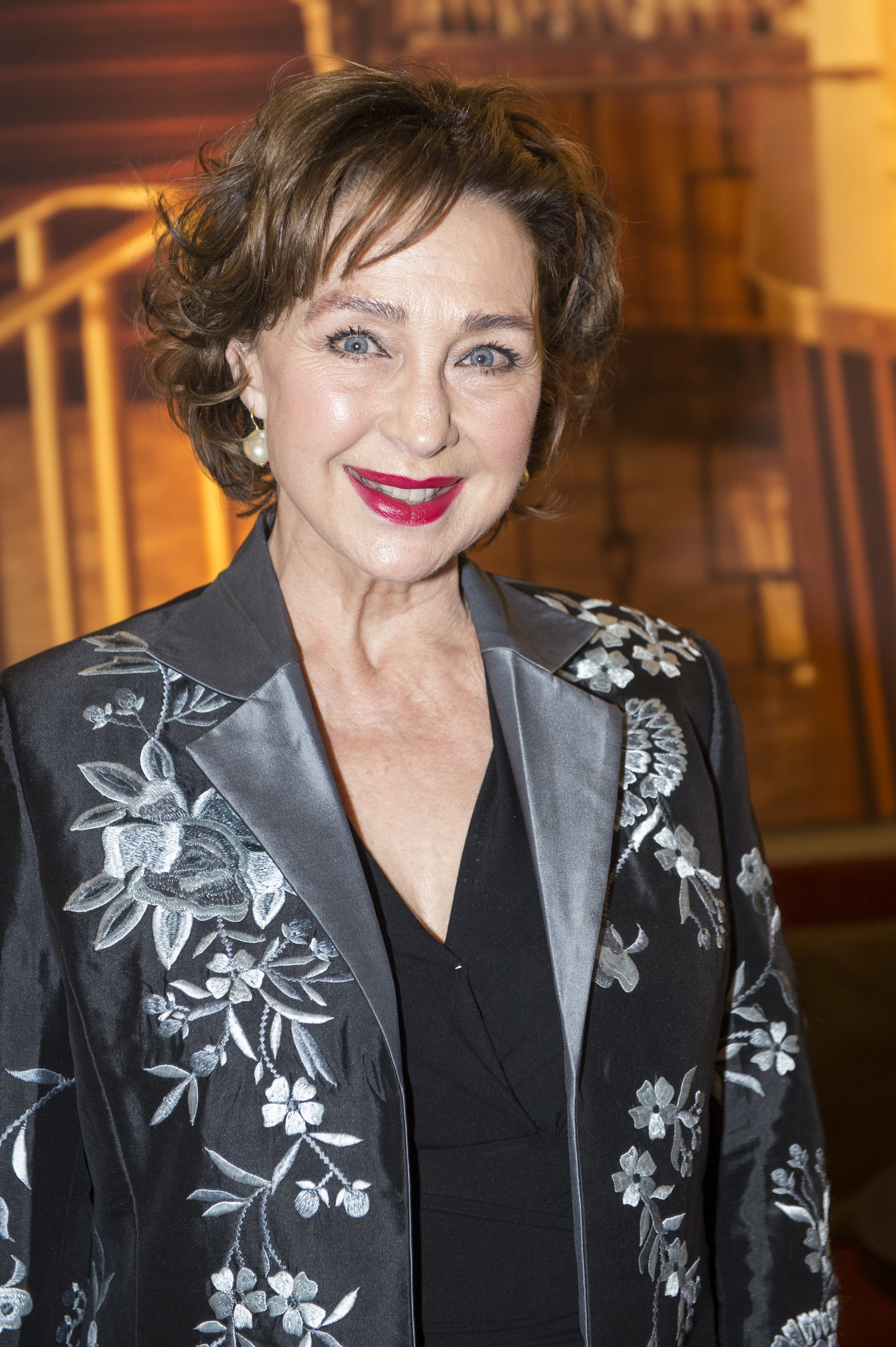
Christine Kaufmann (1945–2017)

- Kaufmann, Christine (* 1962), Schweizer Rechtswissenschafterin
- Kaufmann, Christoph (1753–1795), Schweizer Philosoph und Mediziner
- Kaufmann, Christoph (* 1955), deutscher Historiker und Museumskurator
- Kaufmann, Christoph (* 1975), österreichischer Politiker (ÖVP), Landtagsabgeordneter
- Kaufmann, Christoph von (1788–1867), deutscher Verwaltungsjurist
- Kaufmann, Claudia, deutsche Roman- und Drehbuchautorin

###### Kaufmann, D
- Kaufmann, Daniel (* 1990), liechtensteinischer Fussballspieler
- Kaufmann, Danielle (* 1968), Schweizer Politikerin (SP)
- Kaufmann, Dave (* 1969), deutscher Musiker
- Kaufmann, David (1852–1899), österreichischer Rabbiner
- Kaufmann, Deborah (* 1970), deutsche Schauspielerin
- Kaufmann, Delfried (1922–2015), deutscher Romanautor, Erfinder der Figur Jerry Cotton
- Kaufmann, Dieter (* 1941), österreichischer Komponist und Professor für Elektroakustik und Experimentelle Musik
- Kaufmann, Dieter (* 1941), deutscher Prähistoriker
- Kaufmann, Dieter (1953–2019), deutscher Attentäter
- Kaufmann, Dieter (* 1956), deutscher Universitätskanzler
- Kaufmann, Dieter L. (* 1937), deutscher Koch
- Kaufmann, Donatus (* 1962), Schweizer Manager
- Kaufmann, Doris (* 1953), deutsche Historikerin

###### Kaufmann, E
- Kaufmann, Edgar, deutscher Regisseur und Drehbuchautor
- Kaufmann, Edgar J. (1885–1955), amerikanischer Unternehmer und Mäzen
- Kaufmann, Edmund (1893–1953), deutscher Politiker
- Kaufmann, Eduard (1917–1985), Schweizer Organist, Priester und Religionslehrer
- Kaufmann, Ekkehard (1923–2010), deutscher Jurist und Hochschullehrer
- Kaufmann, Elsie Effah (* 1969), ghanaische Bioingenieurwissenschaftlerin und Hochschullehrerin
- Kaufmann, Emil (1891–1953), österreichischer Kunst- und Architekturhistoriker
- Kaufmann, Emmanuel, deutscher Basketballspieler
- Kaufmann, Eric (* 1970), Politikwissenschaftler
- Kaufmann, Erich (1880–1972), deutscher Staatsrechtler
- Kaufmann, Erich (1908–1956), österreichischer Sänger
- Kaufmann, Erich (1932–2003), deutscher Architekt
- Kaufmann, Erika (1925–2018), österreichische Journalistin
- Kaufmann, Erni (1906–1957), deutsche Musikerin (Geige, Saxophon, Akkordeon)
- Kaufmann, Ernst (1863–1938), württembergischer Oberamtmann
- Kaufmann, Ernst (1895–1943), Schweizer Bahnradrennfahrer
- Kaufmann, Ernst (* 1954), österreichischer Film- und Theaterregisseur und Autor
- Kaufmann, Eugen (1892–1984), deutschstämmiger Architekt
- Kaufmann, Eugenie (1867–1924), deutsche Malerin und Bildhauerin
- Kaufmann, Eva (1930–2019), deutsche Literaturwissenschaftlerin und Hochschullehrerin
- Kaufmann, Eva (* 1970), deutsche Musikerin
- Kaufmann, Evan (* 1984), US-amerikanisch-deutscher Eishockeyspieler

###### Kaufmann, F
- Kaufmann, Fabio (* 1992), deutsch-italienischer FußballspielerFabio Kaufmann (* 1992)

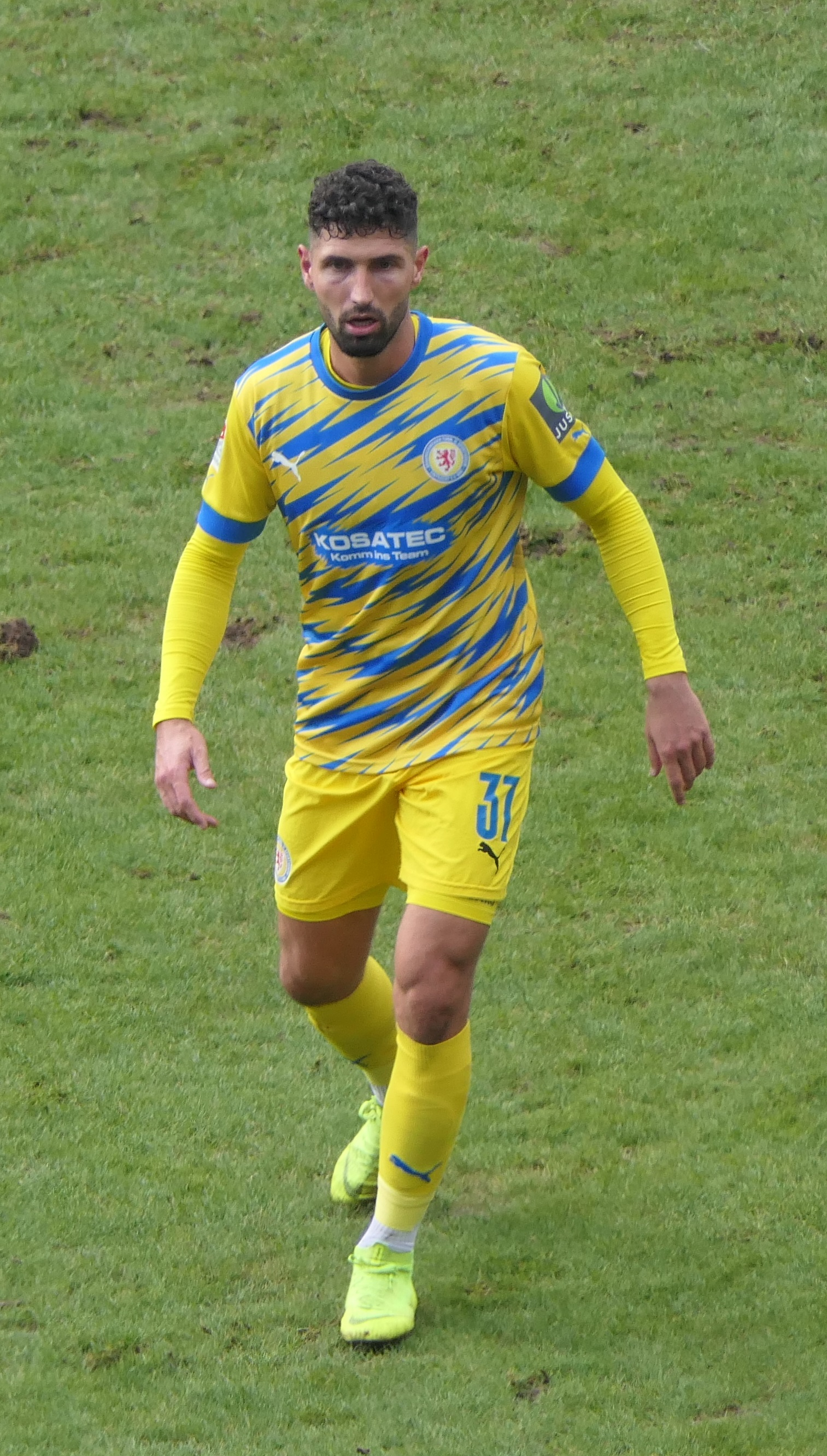
Fabio Kaufmann (* 1992)

- Kaufmann, Felix (1895–1949), österreichisch-amerikanischer Rechtsphilosoph
- Kaufmann, Ferdinand (1877–1938), Geiger, Dirigent und Kapellenleiter
- Kaufmann, Frank-Peter (* 1948), deutscher Politiker (Bündnis 90/Die Grünen), MdL
- Kaufmann, Franz (1876–1939), deutsch-tschechoslowakischer Politiker (SPD, DSAP)
- Kaufmann, Franz (1886–1944), deutscher Jurist und Widerstandskämpfer
- Kaufmann, Franz (1917–2010), österreichischer Handelskammerpräsident
- Kaufmann, Franz Alexander (1863–1932), deutscher Jurist und Politiker (DNVP), MdL
- Kaufmann, Franz Joseph (1825–1892), Schweizer Paläontologe und Geologe
- Kaufmann, Franz-Xaver (1932–2024), schweizerisch-deutscher Soziologe
- Kaufmann, Franziska (* 1987), Schweizer Curlerin
- Kaufmann, Friedrich (1785–1866), deutscher Musikinstrumentenbauer
- Kaufmann, Friedrich Theodor (1823–1872), deutscher Musikinstrumentenbauer und Erfinder mechanischer Musikwerke
- Kaufmann, Fritz (1889–1957), deutscher Regisseur, Drehbuchautor, Kameramann, Filmproduzent, Produktionsleiter und Architekt
- Kaufmann, Fritz (1891–1958), deutscher Philosoph
- Kaufmann, Fritz (1896–1991), austroamerikanischer Journalist
- Kaufmann, Fritz (1905–1941), Schweizer Skispringer und Nordischer Kombinierer
- Kaufmann, Fritz Mordechai (1888–1921), deutscher Essayist und Autor zur jüdischen Folklore
- Kaufmann, Fritz von (1854–1908), deutscher Rittergutsbesitzer und Politiker (NLP), MdR

###### Kaufmann, G
- Kaufmann, Georg (1794–1868), deutscher Arzt, Gynäkologe und Geburtshelfer, Leibarzt, Hofmedikus, Geheimer Medizinalrat, Schriftsteller und Übersetzer
- Kaufmann, Georg (1842–1929), deutscher Historiker
- Kaufmann, Georg (* 1955), liechtensteinischer Politiker (FL)
- Kaufmann, Georg von (1907–1972), deutscher Skilangläufer
- Kaufmann, Gerhard (1936–2009), deutscher Geograf, Volkskundler und Direktor des Altonaer Museums
- Kaufmann, Gerhard (* 1944), deutscher Kirchenmusiker und Komponist
- Kaufmann, Gunter (* 1944), deutscher Volkswirtschaftler, Politiker (SPD), MdL, Professor
- Kaufmann, Günther (1947–2012), deutscher SchauspielerGünther Kaufmann (1947–2012)

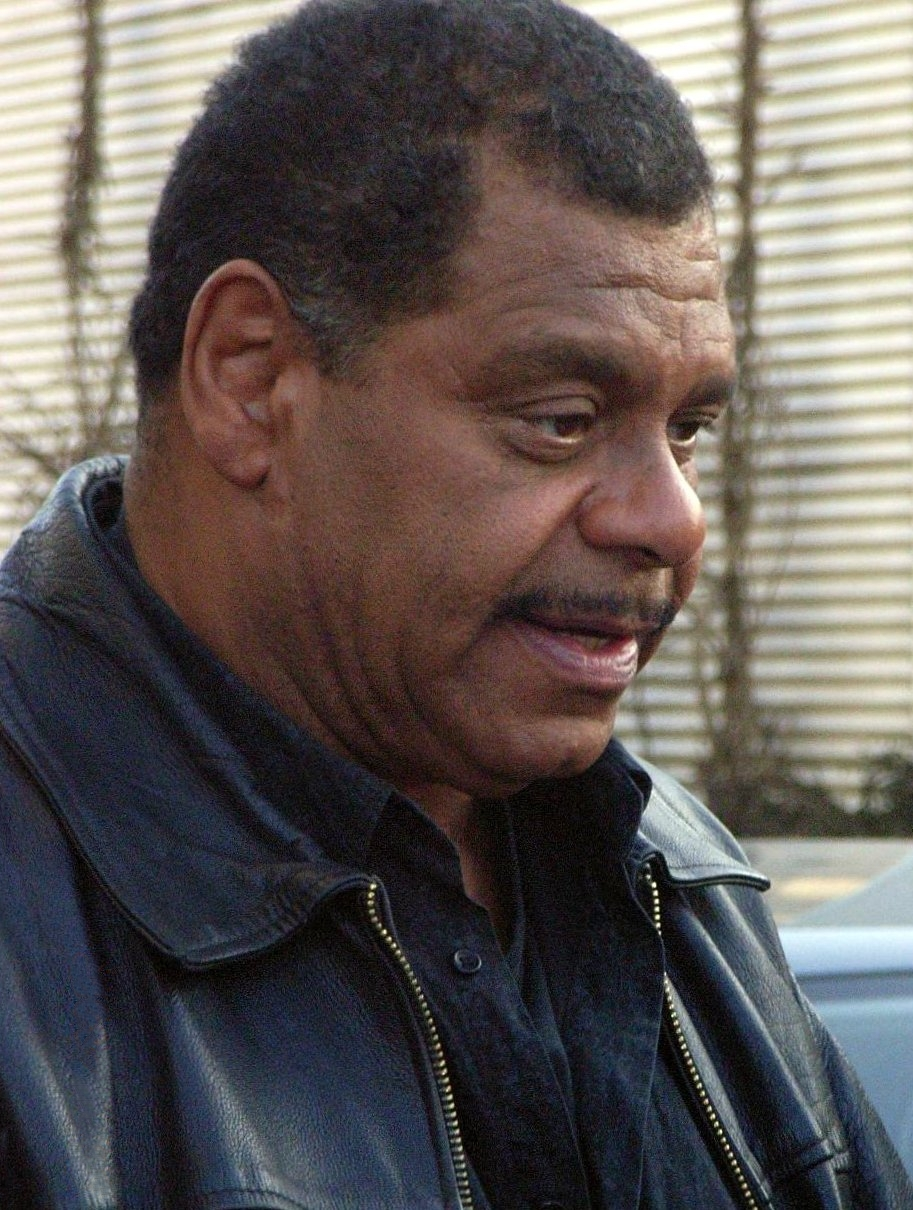
Günther Kaufmann (1947–2012)

- Kaufmann, Gustav (1842–1919), Senatspräsident am Reichsgericht
- Kaufmann, Gustav (1902–1974), österreichisch-deutscher Leiter der Inspektionsabteilung der Aktion T4
- Kaufmann, Gustav (1918–2015), Liechtensteiner Sportschütze

###### Kaufmann, H
- Kaufmann, Hans (1862–1949), deutscher Maler und Illustrator
- Kaufmann, Hans (1871–1940), Schweizer Politiker
- Kaufmann, Hans (1876–1957), deutscher Regisseur
- Kaufmann, Hans (1910–2012), deutscher Informatiker
- Kaufmann, Hans (1926–2000), deutscher Literaturwissenschaftler
- Kaufmann, Hans (1928–2014), Schweizer Archivar und Autor
- Kaufmann, Hans (* 1948), Schweizer Politiker (SVP) und Wirtschaftsberater
- Kaufmann, Hans (* 1991), Schweizer Regisseur, Produzent und Drehbuchautor
- Kaufmann, Hans Bernhard (1926–2022), deutscher Religionspädagoge
- Kaufmann, Hans Paul (1889–1971), deutscher Fettchemiker, Gründer der Deutschen Gesellschaft für Fettwissenschaft
- Kaufmann, Hans-Günther (* 1935), deutscher Gartenbauwissenschaftler
- Kaufmann, Hans-Günther (* 1943), deutscher Fotograf
- Kaufmann, Harald (1927–1970), österreichischer Musikforscher
- Kaufmann, Heinrich (1864–1928), Redakteur und Chefideologe der Konsumgenossenschaftsbewegung der Hamburger Richtung
- Kaufmann, Heinz (* 1905), deutscher Jurist, Beamter im Reichssicherheitshauptamt und SS-Obersturmbannführer
- Kaufmann, Heinz (1913–1997), deutscher Ruderer
- Kaufmann, Henry (1921–2010), deutscher Musiker und Komponist
- Kaufmann, Henry (* 1961), deutscher Handballspieler und -trainer
- Kaufmann, Herbert (1920–1976), deutscher Journalist und Schriftsteller
- Kaufmann, Herbert (* 1941), deutscher Augenarzt und Schielforscher (Strabologe)
- Kaufmann, Herbert (* 1949), österreichischer Politiker (SPÖ), Landtagsabgeordneter, Abgeordneter zum Nationalrat
- Kaufmann, Herbert J. (1924–2010), deutscher Radiologe
- Kaufmann, Hermann (* 1955), österreichischer Architekt
- Kaufmann, Hilde (1920–1981), deutsche Kriminologin und Rechtswissenschaftlerin
- Kaufmann, Hugo (1868–1919), deutscher Bildhauer und Medailleur

###### Kaufmann, I
- Kaufmann, Ignaz (1885–1975), deutscher Maler der Verschollenen Generation
- Kaufmann, Isidor (1853–1921), österreichischer Porträt- und Genremaler

###### Kaufmann, J
- Kaufmann, Jean-Claude (* 1948), französischer Soziologe
- Kaufmann, Jens (* 1984), deutscher Nordischer Kombinierer
- Kaufmann, Johann (1906–1974), österreichischer Politiker, Abgeordneter des Salzburger Landtages
- Kaufmann, Johann Friedrich von (1757–1833), Kurfürstlich Hannoverscher und Königlich Hannoverscher Jurist, Oberamtmann, Hof-, Kanzlei- und Konsistorialrat sowie Gerichtsschulze (Bürgermeister)
- Kaufmann, Johann Gottfried (1752–1818), deutscher Musikinstrumentenbauer und Erfinder mechanischer Musikwerke
- Kaufmann, Johannes I. († 1489), deutscher Zisterzienserabt
- Kaufmann, Jonas (* 1969), deutsch-österreichischer Opernsänger (Tenor)Jonas Kaufmann (* 1969)

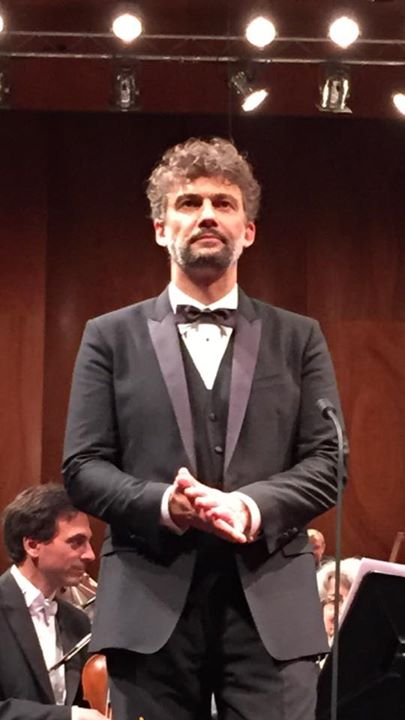
Jonas Kaufmann (* 1969)

- Kaufmann, Jonas (* 2003), deutscher Schauspieler
- Kaufmann, Jörg (* 1960), deutscher Jazzmusiker (Tenor-, Sopransaxophon, Flöte, Komposition)
- Kaufmann, Josef Klemens (1867–1926), Schweizer Landschafts, Figuren, Militär- und Tiermaler
- Kaufmann, Jossi (1936–2017), deutsch-israelischer Fotograf und Kameramann
- Kaufmann, Judith (* 1962), deutsche Kamerafrau
- Kaufmann, Julia (* 1984), deutsche Synchronsprecherin
- Kaufmann, Julie (* 1955), US-amerikanische Opernsängerin (Sopran) und Gesangspädagogin
- Kaufmann, Julius (1895–1968), deutscher Maler und Grafiker

###### Kaufmann, K
- Kaufmann, Karl (1843–1905), österreichischer Landschafts- und Architekturmaler
- Kaufmann, Karl (1863–1944), deutscher Verwaltungsbeamter und Schriftsteller
- Kaufmann, Karl (1893–1975), deutscher Vizeadmiral (Ing.) der Kriegsmarine
- Kaufmann, Karl (1900–1969), deutscher Politiker (NSDAP), MdR, NS-Gauleiter in Hamburg, Reichskommissar für Deutsche Seeschifffahrt, Täter des HolocaustKarl Kaufmann (1900–1969)

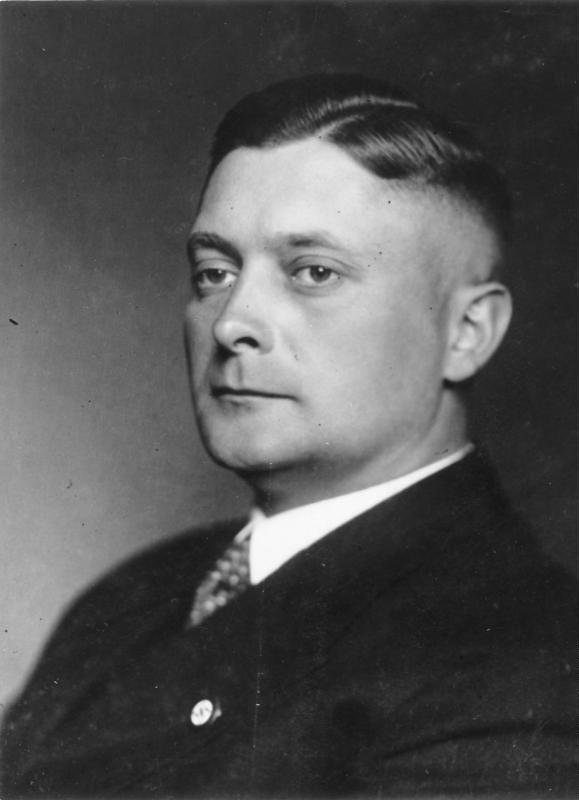
Karl Kaufmann (1900–1969)

- Kaufmann, Karl Maria (1872–1951), deutscher christlicher Archäologe
- Kaufmann, Karl-Josef (1865–1945), deutscher Historiker und Archivar
- Kaufmann, Kat (* 1981), russisch-deutsche Film- und Theaterkomponistin und Schriftstellerin
- Kaufmann, Klaudiusz (* 1978), polnischer Schauspieler
- Kaufmann, Klaus (1931–2015), deutscher Architekt
- Kaufmann, Klaus (* 1942), kanadischer Sachbuchautor (Essen und Trinken)
- Kaufmann, Konstantin Petrowitsch von (1818–1882), russischer General
- Kaufmann, Küf (* 1947), deutscher Autor, Regisseur und Kabarettist russischer Herkunft
- Kaufmann, Kurt (* 1947), österreichischer Verwaltungsjurist und Politiker (ÖVP), Mitglied des Bundesrates

###### Kaufmann, L
- Kaufmann, Larissa (* 1985), deutsche Leichtathletin
- Kaufmann, Lars (* 1982), deutscher Handballspieler und -trainer
- Kaufmann, Leonhard (* 1989), österreichischer Fußballspieler
- Kaufmann, Leopold (1821–1898), Oberbürgermeister von Bonn (1851–1875)
- Kaufmann, Ludwig (1801–1855), deutscher Bildhauer
- Kaufmann, Ludwig (1884–1980), deutscher Industriemanager
- Kaufmann, Ludwig (1910–1976), österreichischer Leichtathlet und Leichtathletikfunktionär
- Kaufmann, Ludwig (1918–1991), Schweizer Ordensgeistlicher, Theologe und Redakteur
- Kaufmann, Ludwig Friedrich Wilhelm (1805–1880), deutscher Uhrmachermeister und Politiker, MdHB
- Kaufmann, Lutz (* 1965), deutscher Logistikwissenschaftler

###### Kaufmann, M
- Kaufmann, Malte (* 1976), deutscher Politiker (CDU, AfD)Malte Kaufmann (* 1976)

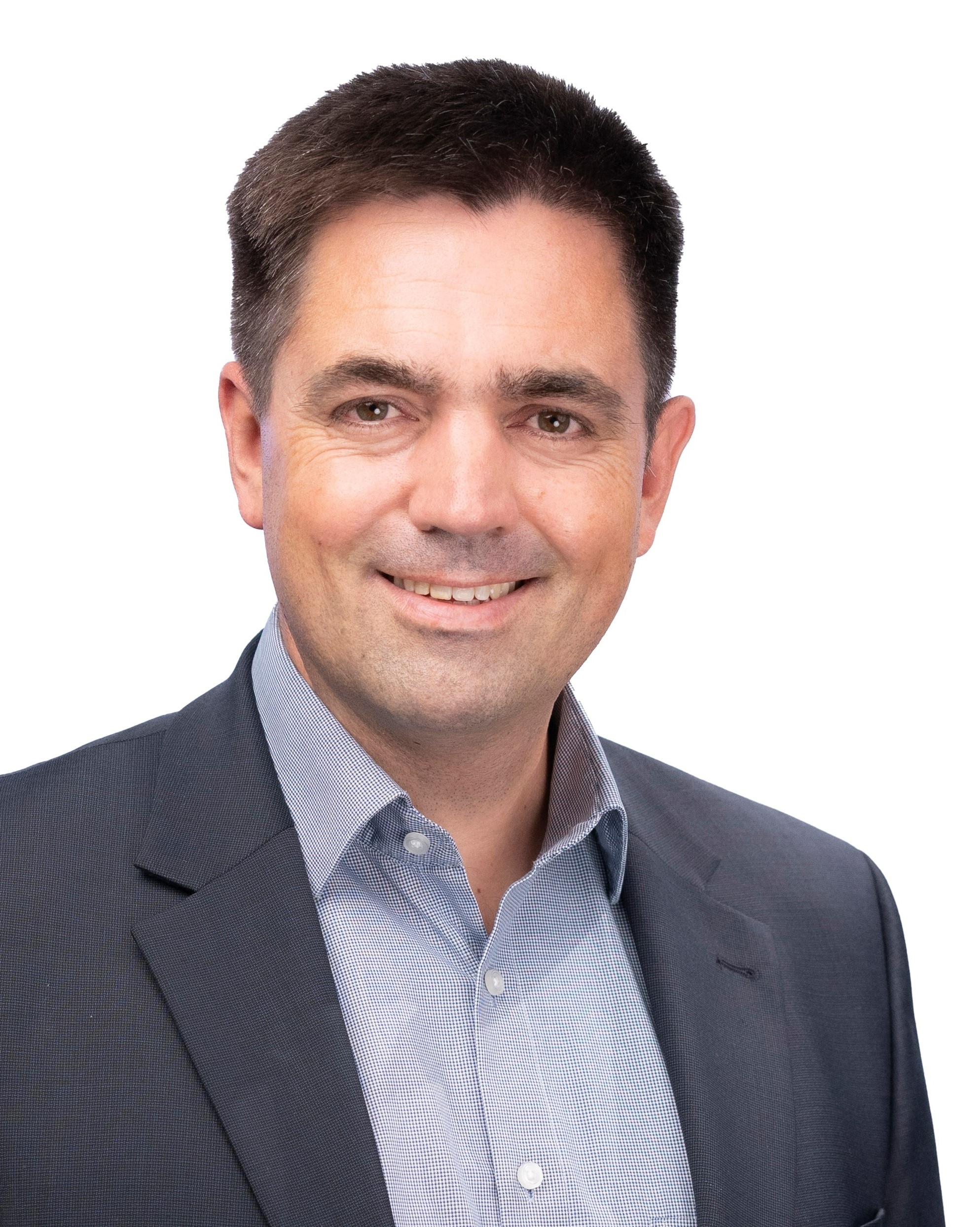
Malte Kaufmann (* 1976)

- Kaufmann, Manfred (* 1946), deutscher Gynäkologe und Geburtshelfer
- Kaufmann, Manfred (1950–1987), österreichischer Filmregisseur
- Kaufmann, Manfred (* 1978), liechtensteinischer Politiker (VU)
- Kaufmann, Margarete (* 1908), deutsche Widerstandskämpferin gegen das NS-Regime
- Kaufmann, Maritha (* 1981), norwegische Fußballspielerin
- Kaufmann, Markus (* 1981), deutscher Radrennfahrer
- Kaufmann, Markus (* 1991), deutscher Kirchenmusiker
- Kaufmann, Martin (* 1958), Schweizer Künstler
- Kaufmann, Martina (* 1986), österreichische Politikerin (ÖVP)
- Kaufmann, Maurus (1871–1949), deutscher Benediktiner, erster Abt der Dormitio-Abtei in Jerusalem
- Kaufmann, Maurus (* 1990), Schweizer Politiker (Grüne)
- Kaufmann, Max (1905–1973), Schweizer Politiker
- Kaufmann, Max (* 1976), österreichischer Bühnenbildner, Regisseur und Filmemacher
- Kaufmann, Max Rudolf (1886–1963), Schweizer Journalist, Schriftsteller und Übersetzer
- Kaufmann, Michael (* 1954), Schweizer Agraringenieur, Kulturpolitiker und Musikjournalist
- Kaufmann, Michael (* 1961), deutscher Kulturmanager
- Kaufmann, Michael (* 1964), deutscher Ingenieur, Hochschullehrer und Politiker der Alternative für Deutschland (AfD)
- Kaufmann, Michael (* 1990), Tanzsportler
- Kaufmann, Michael Gerhard (* 1966), deutscher Musikwissenschaftler, Hochschullehrer und Organist
- Kaufmann, Mikkel (* 2001), dänischer Fußballspieler
- Kaufmann, Misha (* 1984), Schweizer Handballspieler und -trainerMisha Kaufmann (* 1984)

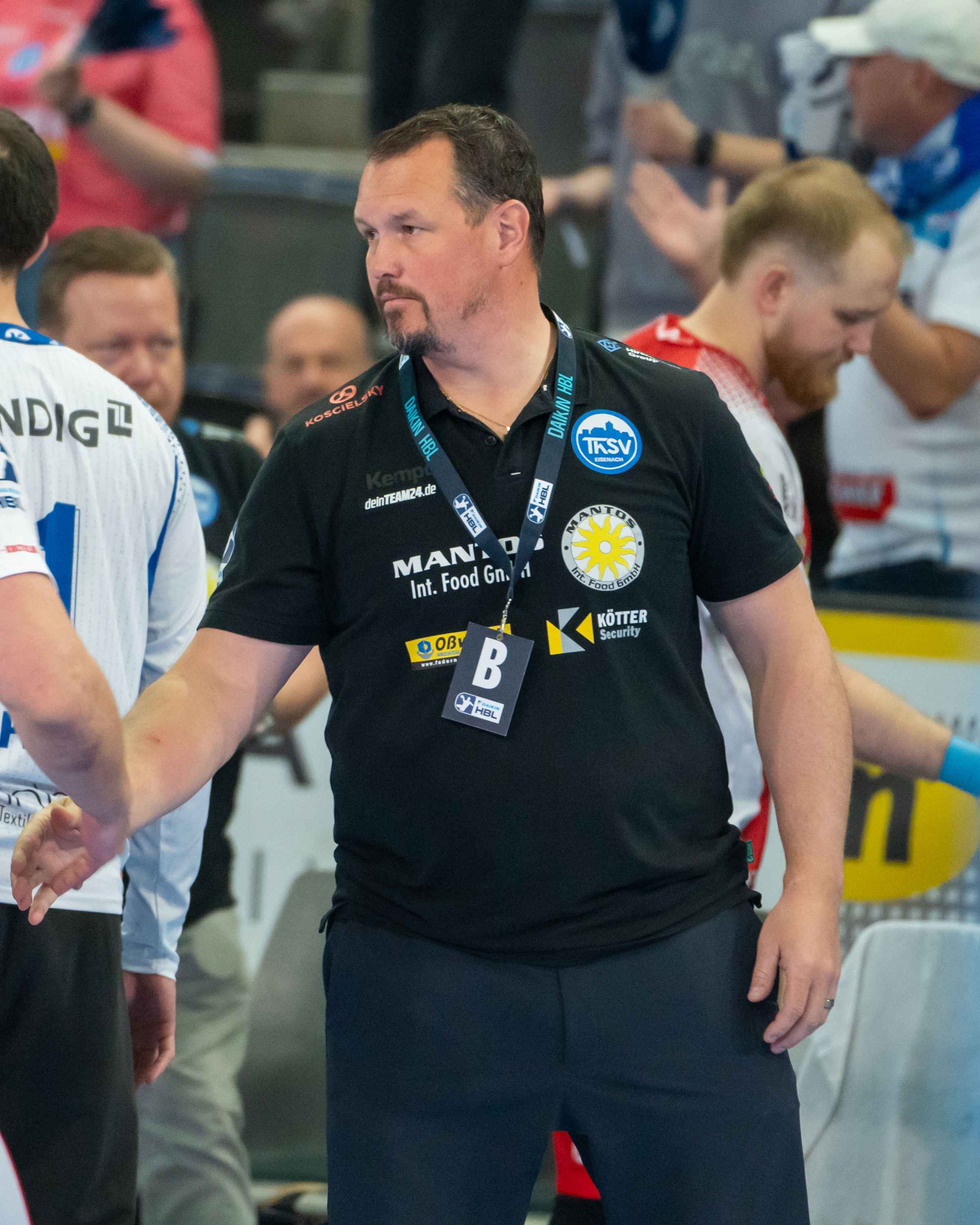
Misha Kaufmann (* 1984)

- Kaufmann, Monica (* 1946), argentinische Schauspielerin
- Kaufmann, Monika (* 1955), österreichische Politikerin (SPÖ)

###### Kaufmann, N
- Kaufmann, Nicholas (1892–1970), deutscher Arzt und Filmregisseur
- Kaufmann, Nick (1861–1943), US-amerikanischer Kunstradfahrer
- Kaufmann, Nico (1916–1996), Schweizer Komponist und Pianist

###### Kaufmann, O
- Kaufmann, Oskar (1873–1956), ungarischer Architekt
- Kaufmann, Oswald, Orgelbauer
- Kaufmann, Otto (1900–1985), deutscher Heimatforscher
- Kaufmann, Otto Konstantin (1914–1999), Schweizer Rechtswissenschaftler und Bundesrichter

###### Kaufmann, P
- Kaufmann, Paola (1969–2006), argentinische Schriftstellerin
- Kaufmann, Paul (1856–1945), deutscher Jurist
- Kaufmann, Paul (1890–1982), deutscher Theologe
- Kaufmann, Paul (1896–1974), deutscher Werbegrafiker und Maler
- Kaufmann, Paul (1925–2015), österreichischer Schriftsteller und Politiker (ÖVP), Abgeordneter zum Nationalrat, Mitglied des Bundesrates
- Kaufmann, Paul-Philipp (* 1996), deutscher Hockeyspieler
- Kaufmann, Peter (1764–1829), Bildhauer
- Kaufmann, Peter (1803–1872), deutscher Nationalökonom und Hochschullehrer
- Kaufmann, Peter (1858–1924), Schweizer Bergführer
- Kaufmann, Peter (1917–2005), Schweizer Skirennfahrer, Touristiker und Politiker
- Kaufmann, Philipp (1802–1846), deutscher Lyriker, literarischer Übersetzer und Erzieher
- Kaufmann, Pius (* 1971), Schweizer Politiker

###### Kaufmann, R
- Kaufmann, Rainer (* 1959), deutscher RegisseurRainer Kaufmann (* 1959)

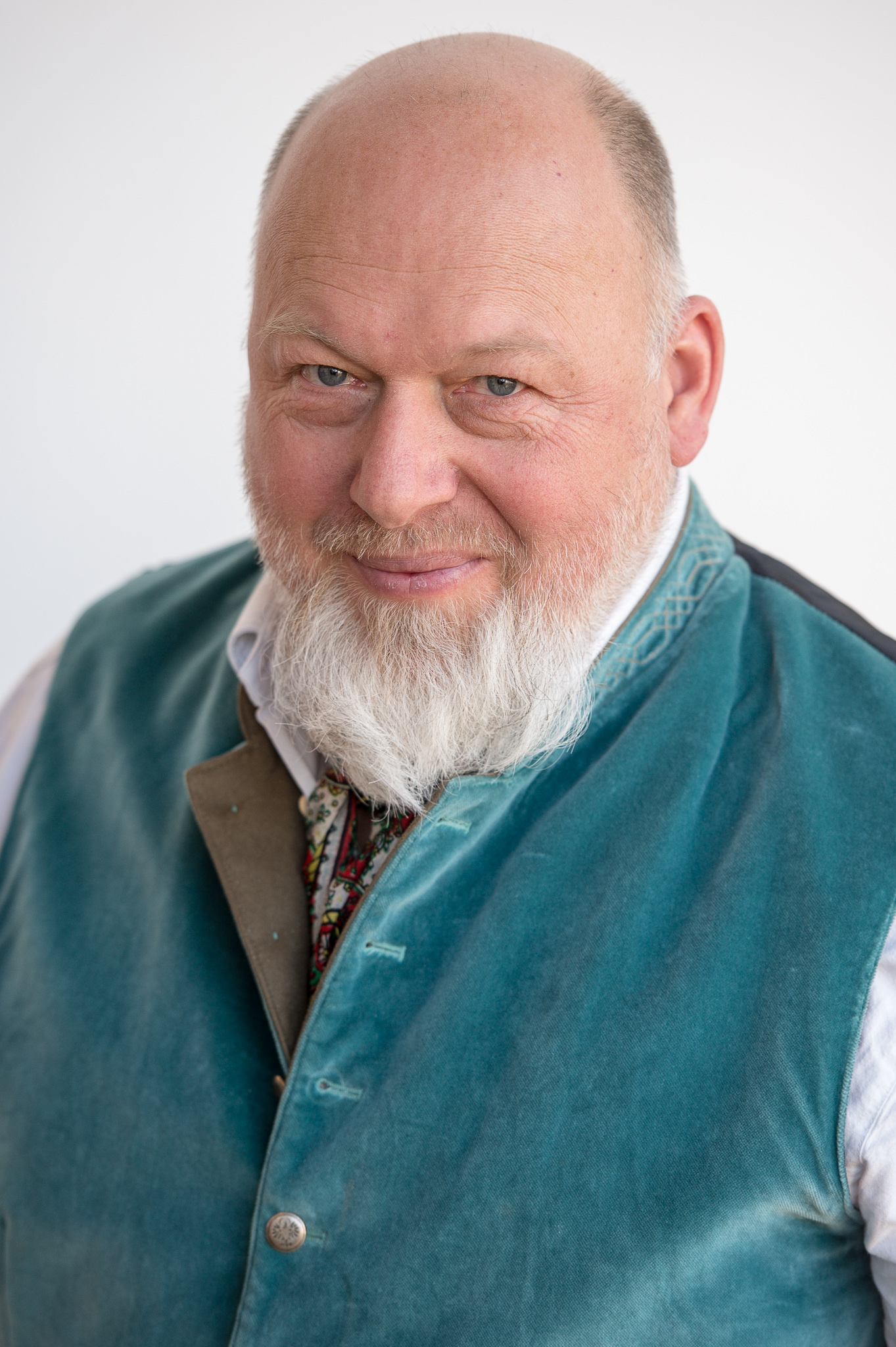
Rainer Kaufmann (* 1959)

- Kaufmann, Reinhard (* 1937), deutscher Biologe und Politiker (FDP)
- Kaufmann, Remigius (1925–2011), Schweizer Politiker (KCV/CVP)
- Kaufmann, Renate (* 1955), österreichische Politikerin (SPÖ), Landtagsabgeordnete und Bezirksvorsteherin
- Kaufmann, Richard von (1849–1908), deutscher Nationalökonom, Kunstsammler und Mäzen
- Kaufmann, Robert (* 1876), deutscher Landrat im Landkreis Dingolfing
- Kaufmann, Roger (* 1981), Schweizer Schauspieler
- Kaufmann, Rudolf (1902–1976), Schweizer Kunsthistoriker, Lehrer und Autor
- Kaufmann, Rudolf (* 1909), deutscher Geologe und Paläontologe
- Kaufmann, Ruprecht von (* 1974), deutscher Maler

###### Kaufmann, S
- Kaufmann, Sally (1890–1956), deutscher Verleger
- Kaufmann, Sebastian (* 1979), deutscher Literatur- und Kulturwissenschaftler
- Kaufmann, Sina Kamala (* 1985), deutsche politische Aktivistin und Autorin
- Kaufmann, Sören (* 1971), deutscher Slalomkanute
- Kaufmann, Stefan (* 1953), deutscher Jurist und Richter
- Kaufmann, Stefan (* 1960), deutscher Musiker und MusikproduzentStefan Kaufmann (* 1960)

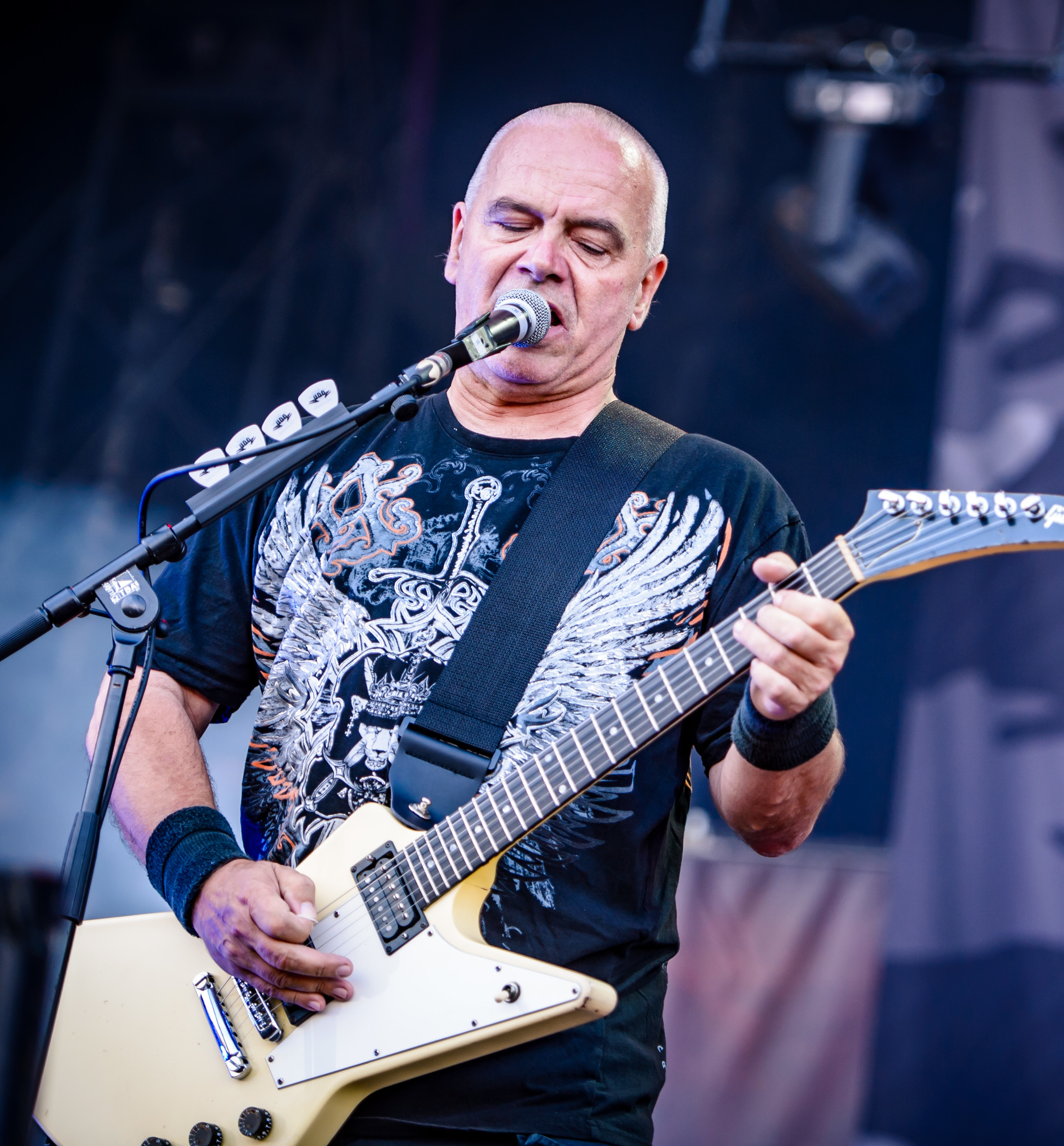
Stefan Kaufmann (* 1960)

- Kaufmann, Stefan (* 1969), deutscher Politiker (CDU), MdB
- Kaufmann, Stefan H. E. (* 1948), deutscher Biologe
- Kaufmann, Steffen (* 1992), deutscher Handballspieler
- Kaufmann, Stephan (* 1965), deutscher Journalist
- Kaufmann, Svenja (* 1994), deutsche Handballspielerin
- Kaufmann, Sylvia-Yvonne (* 1955), deutsche Politikerin (SPD, Die Linke, PDS, SED), MdV, MdB, MdEP

###### Kaufmann, T
- Kaufmann, Theodore (1814–1896), deutschamerikanischer Porträt- und Genremaler sowie Fotograf
- Kaufmann, Theophil (1888–1961), deutscher Politiker (CDU), MdHB, MdL
- Kaufmann, Thomas (* 1962), deutscher lutherischer KirchenhistorikerThomas Kaufmann (* 1962)

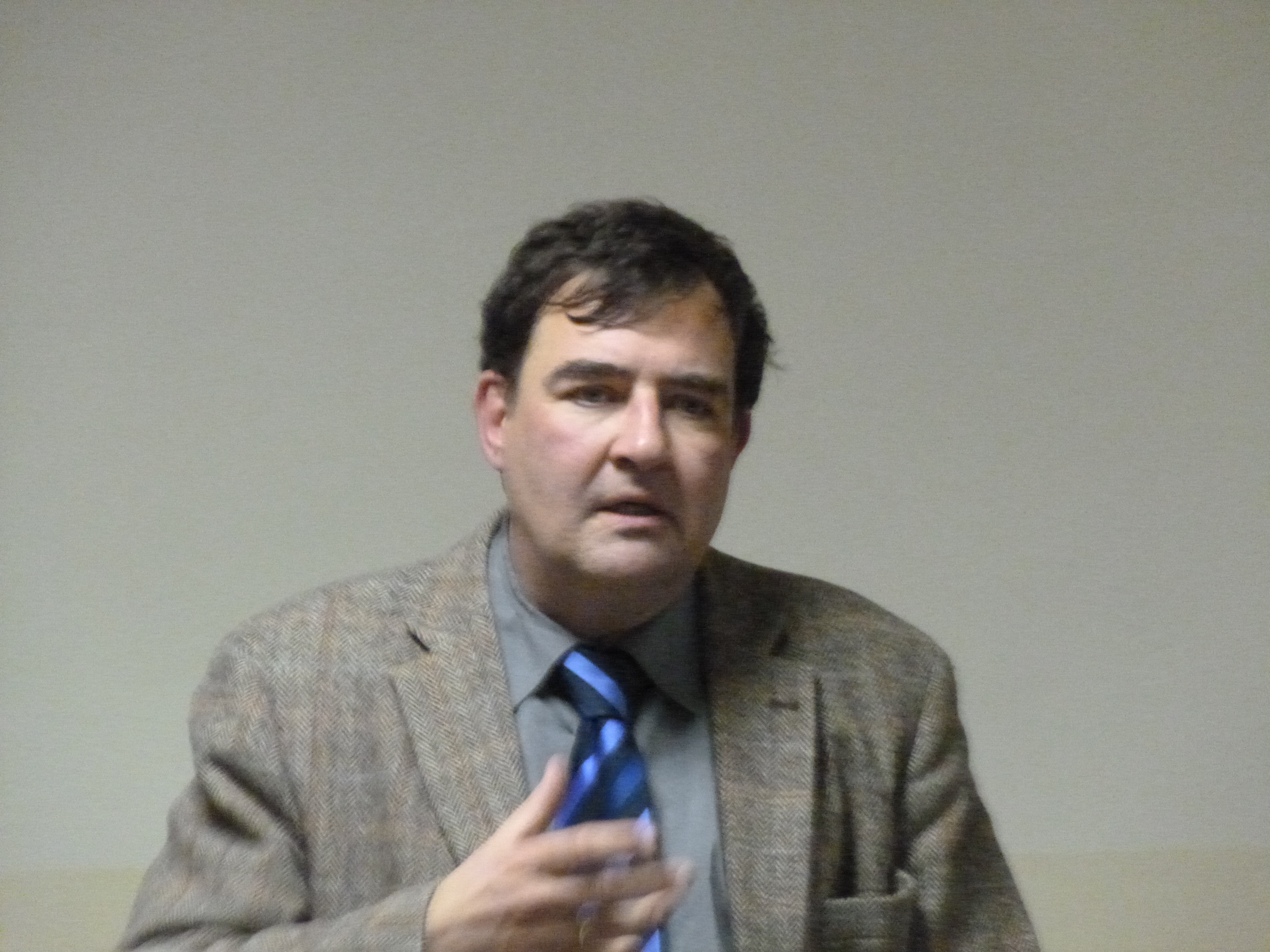
Thomas Kaufmann (* 1962)

- Kaufmann, Thomas (* 1965), österreichischer Politiker (ÖVP), Landtagsabgeordneter
- Kaufmann, Tino (* 2005), deutscher Fußballspieler

###### Kaufmann, U
- Kaufmann, Ulrich (1840–1917), Schweizer Bergführer
- Kaufmann, Ulrich (* 1974), österreichischer Video- und Installationskünstler
- Kaufmann, Ulrike (1953–2014), österreichische Bühnenbildnerin
- Kaufmann, Uri (* 1957), Schweizer Historiker
- Kaufmann, Ursula (* 1946), deutsche Tanz- und Theaterfotografin

###### Kaufmann, V
- Kaufmann, Vincent (* 1955), Schweizer Buchwissenschaftlicher und Romanist
- Kaufmann, Volkmar (1942–1971), deutscher Fußballspieler

###### Kaufmann, W
- Kaufmann, Walter (1871–1947), deutscher Physiker
- Kaufmann, Walter (1900–1941), deutscher Ingenieur und Automobilrennfahrer
- Kaufmann, Walter (1907–1984), deutscher Musikethnologe, Komponist und Dirigent
- Kaufmann, Walter (1921–1980), deutsch-amerikanischer Philosoph
- Kaufmann, Walter (1924–2021), deutsch-australischer Schriftsteller
- Kaufmann, Walter Hans (1901–1977), deutscher Organologe
- Kaufmann, Walther (1887–1965), deutscher Wasserbauingenieur und Hochschullehrer
- Kaufmann, Waltraud (* 1942), deutsche Leichtathletin und Olympiateilnehmerin
- Kaufmann, Werner (1924–2013), deutscher Internist und Hochschullehrer
- Kaufmann, Wilhelm (* 1872), deutscher Kunstturner
- Kaufmann, Wilhelm (1895–1975), österreichischer Maler, Farbdynamiker, Hagenbund
- Kaufmann, Wilhelm (1901–1999), österreichischer Maler
- Kaufmann, Wilhelm von (1888–1959), deutscher Arzt und Filmproduzent
- Kaufmann, Willi (1908–1978), deutscher Komponist und Orchesterleiter
- Kaufmann, Wolfgang (* 1964), deutscher Autorennfahrer

###### Kaufmann, Y
- Kaufmann, Yehezkel (1889–1963), israelischer Bibelwissenschaftler und Hochschullehrer

###### Kaufmann-A
- Kaufmann-Asser, Heinrich von (1882–1954), deutscher Ministerialbeamter und Diplomat der Weimarer Zeit
- Kaufmann-Asser, Jakob von (1819–1875), deutscher Bankier, Gutsbesitzer und Generalkonsul

###### Kaufmann-B
- Kaufmann-Bruckberger, Elisabeth (* 1970), österreichische Politikerin (FPÖ, BZÖ, Team Stronach), Abgeordnete zum Nationalrat, Landesrätin in Niederösterreich
- Kaufmann-Bühler, Erich (1899–1967), deutscher Schulleiter und Politiker (CDU), MdL Württemberg-Baden
- Kaufmann-Bühler, Werner (* 1936), deutscher Botschafter

###### Kaufmann-H
- Kaufmann-Heinze, Rosemarie (1948–1998), deutsche Grafikerin, Illustratorin und Performancekünstlerin
- Kaufmann-Hurschler, Cornelia (* 1977), Schweizer Politikerin

###### Kaufmann-K
- Kaufmann-Kohler, Gabrielle (* 1952), Schweizer Rechtswissenschaftlerin

##### Kaufme
- Kaufmes, Hans (1897–1971), Landwirtschaftsfachmann, Landesbauernführer der Deutschen Volksgruppe in Rumänien (DViR), Leiter des Landesbauernamtes der DViR, 1944 Vizebürgermeister in Brașov (Kronstadt)

#### Kaufn
- Kaufner, Dominik (* 1983), deutscher Gymnasiallehrer und Politiker (AfD)

#### Kaufr
- Kaufringer, Heinrich, deutscher Autor

#### Kaufu
- Kaufung, Clemens (1867–1921), deutscher Opernsänger (Tenor), Gesangslehrer und Filmschauspieler

### Kaug
- Kaugver, Raimond (1926–1992), estnischer Schriftsteller

### Kauh
- Kauhanen, Eleonoora (* 1999), finnische Schauspielerin
- Kauhanen, Ilpo (* 1973), deutsch-finnischer Eishockeytorwart
- Kauhanen, Mika (* 1989), finnischer Skispringer
- Kauhausen, Paul (1898–1957), deutscher Historiker und Archivar
- Kauhlen, Franz Wilhelm (1750–1793), deutscher Arzt und Chemiker
- Kauhsen, Willi (* 1939), deutscher Autorennfahrer und Rennstallbesitzer

### Kauj
- Kaujeua, Jackson (1953–2010), namibischer Musiker, Komponist und Gospel-Sänger

### Kauk
- Kauk, Ron (* 1957), amerikanischer Kletterer
- Kauka, Alexandra (* 1950), deutsche Verlegerin
- Kauka, Rolf (1917–2000), deutscher Comicproduzent und -verleger
- Kauke, Torsten (* 1967), deutscher Musiker, Comiczeichner, Musik- und Kunst-Blogger und Kulturimpresario
- Kaukėnas, Marijus (* 1979), litauischer Politiker
- Kaukėnas, Rimantas (* 1977), litauischer Basketballspieler
- Kaukėnas, Tomas (* 1990), litauischer Biathlet
- Kauker, Klaus (* 1987), deutscher Komponist, Instrumentalist, Musikproduzent und Moderator
- Kaukiainen, Yrjö (* 1940), finnischer Historiker
- Kaukienė, Audronė (1941–2017), litauische Sprachwissenschaftlerin und Hochschullehrerin
- Kauko, Joni (* 1990), finnischer Fußballspieler
- Kaukolahti, Tuomas (* 1994), finnischer Dreispringer
- Kaukonen, Jorma (* 1940), US-amerikanischer Blues-, Folk- und RockgitarristJorma Kaukonen (* 1940)

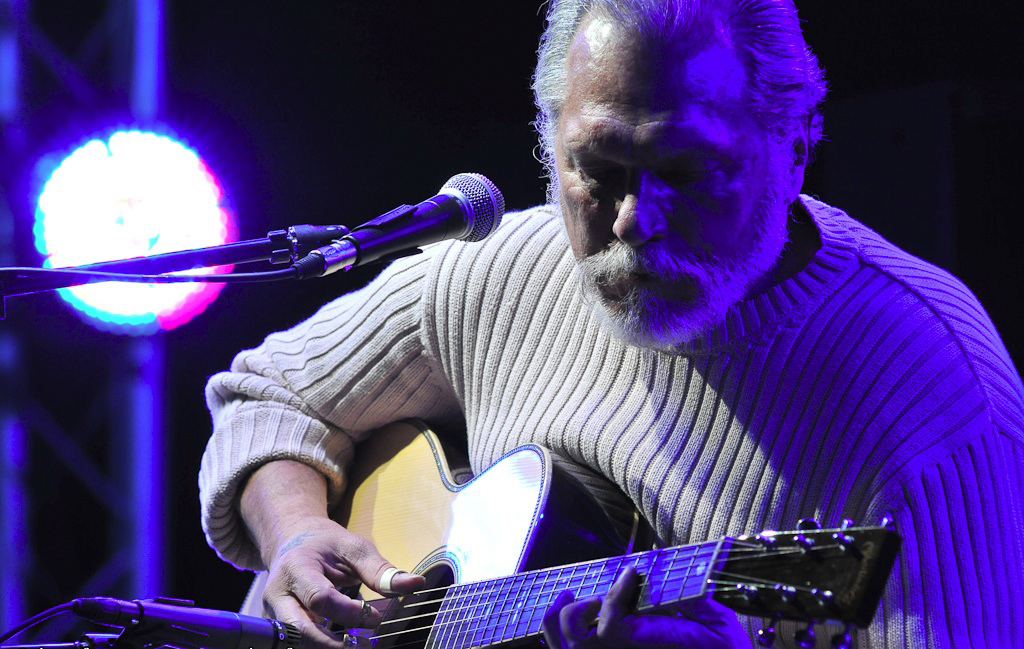
Jorma Kaukonen (* 1940)

- Kaukoniemi, Tuukka (* 1985), finnischer Skirennläufer
- Kaukoreit, Volker (* 1955), deutscher Literaturwissenschaftler, Publizist und Archivar
- Kauksi Ülle (* 1962), estnische Schriftstellerin
- Kaukua, Jari (* 1975), finnischer Philosoph

### Kaul
- Kaul, Alexander (1901–1972), deutscher Politiker (GB/BHE), MdL
- Kaul, Alexander (1934–2023), deutscher Biophysiker
- Kaul, Anil (* 1964), kanadischer Badmintonspieler indischer Herkunft
- Kaul, Anja Beatrice (* 1965), deutsche Schauspielerin
- Kaul, August (1873–1949), deutscher Landschaftsmaler und Grafiker
- Kaul, Awtar Krishna (1939–1974), indischer Drehbuchautor, Filmregisseur und -produzent
- Kaul, Bernhard (1919–2001), erster Abt der wiederbegründeten Zisterzienserabtei Kloster Hauterive
- Kaul, Erich (1899–1971), deutscher Politiker und SA-Führer
- Kaul, Felix (1920–2013), deutscher Jurist und Bundesanwalt
- Kaul, Friedrich Karl (1906–1981), deutscher Jurist und Schriftsteller der DDRFriedrich Karl Kaul (1906–1981)

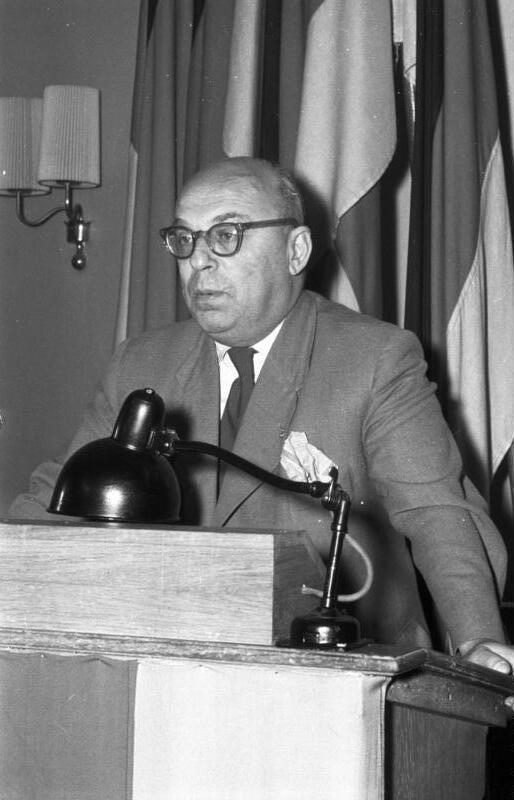
Friedrich Karl Kaul (1906–1981)

- Kaul, Georg (1873–1933), deutscher Politiker der Sozialdemokratischen Partei Deutschlands (SPD)
- Kaul, Hans-Peter (1943–2014), deutscher Richter, Völkerrechtler und Diplomat
- Kaul, Henning (* 1940), deutscher Politiker (CSU), MdL
- Kaul, Inge (1944–2023), deutsche Soziologin und Hochschullehrerin
- Kaul, Johannes (* 1940), deutscher Journalist und Autor
- Kaul, Kurt (1890–1944), deutscher Politiker (NSDAP), MdR, Generalmajor der Polizei, HSSPF Südwest
- Kaul, Mani (1944–2011), indischer Filmregisseur, Drehbuchautor und Hochschullehrer
- Kaul, Maria Lota (* 2000), estnische Tennisspielerin
- Kaul, Martin (* 1981), deutscher Journalist
- Kaul, Matthias (1949–2020), deutscher Perkussionist und Komponist
- Kaul, Michael (* 1957), deutscher Maler
- Kaul, Michael (* 1963), deutscher Fußballspieler
- Kaul, Michael (* 1967), deutscher Leichtathlet
- Kaul, Niklas (* 1998), deutscher LeichtathletNiklas Kaul (* 1998)

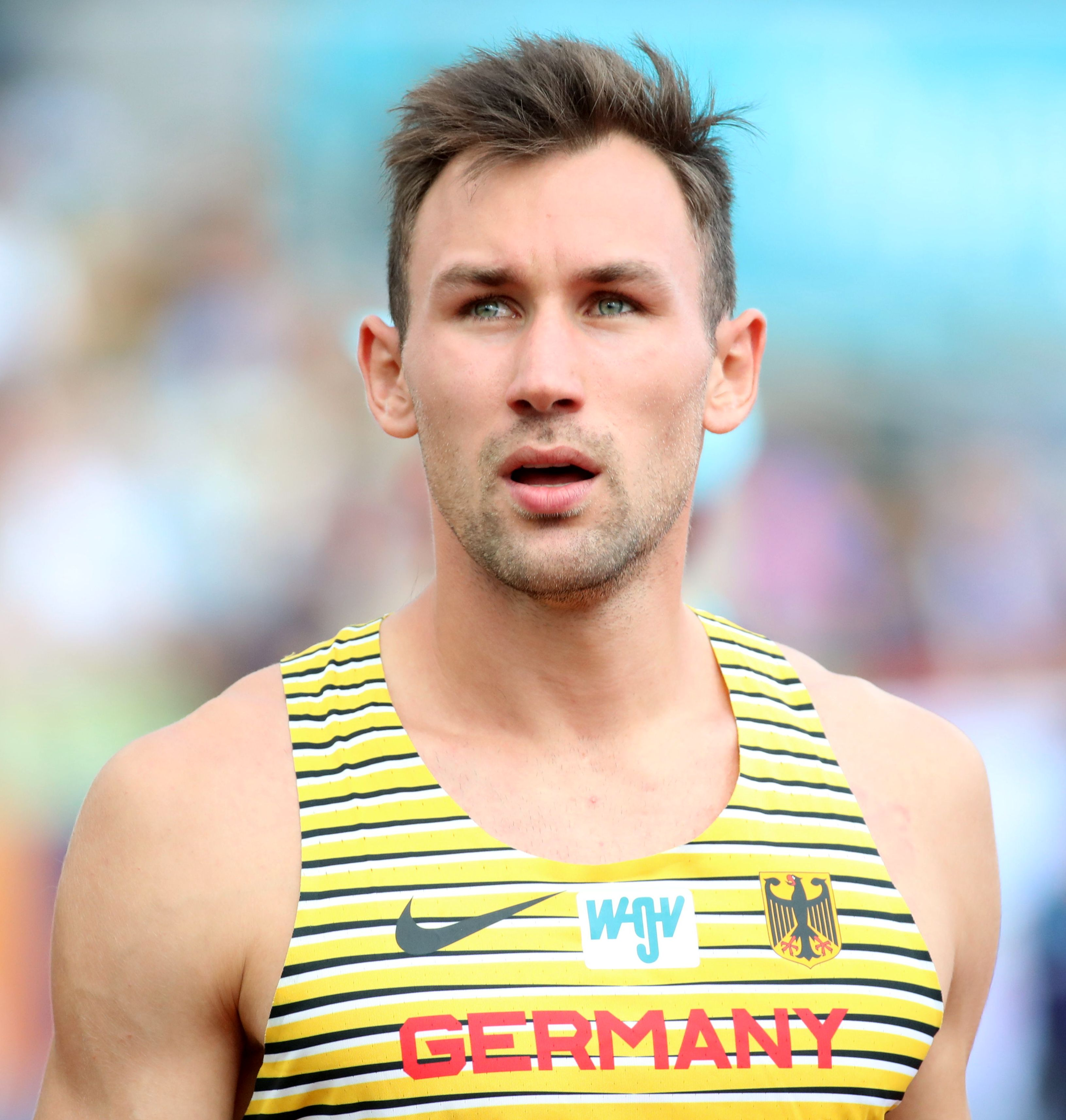
Niklas Kaul (* 1998)

- Kaul, Nitasha (* 1976), indische Sozialwissenschaftlerin und Schriftstellerin
- Kaul, Oliver, deutscher Ökonoim und Professor für Marketing und International Management
- Kaul, Oskar (1885–1968), deutscher Musikwissenschaftler und Professor in Würzburg
- Kaul, Pascal (* 1962), Schweizer Badmintonspieler
- Kaul, Rainer (* 1952), deutscher Politiker (SPD), MdL, Landrat des Landkreises Neuwied
- Kaul, Rolf (* 1946), deutscher Fußballspieler
- Kaul, Sebastian (* 1979), deutscher Fußballspieler
- Kaul, Sheila (1915–2015), indische Politikerin
- Kaul, Siddhartha (* 1954), indischer Manager, Präsident von SOS-Kinderdorf International
- Kaul, Walter (1903–1967), deutscher Politiker (NSDAP) und stellvertretender Reichsjugendführer
- Kaula, Chris (* 1990), deutscher Fotograf
- Kaula, Karl (1928–2001), deutscher Gewerkschafter
- Kaulbach, Ann-Marie (* 1984), deutsche Rechtswissenschaftlerin und Hochschullehrerin
- Kaulbach, Anton (1864–1934), deutscher Künstler
- Kaulbach, Antonie (1875–1958), deutsche Porträtmalerin
- Kaulbach, Eberhard (1902–1987), deutscher Oberst der Wehrmacht
- Kaulbach, Friedrich (1822–1903), deutscher MalerFriedrich Kaulbach (1822–1903)

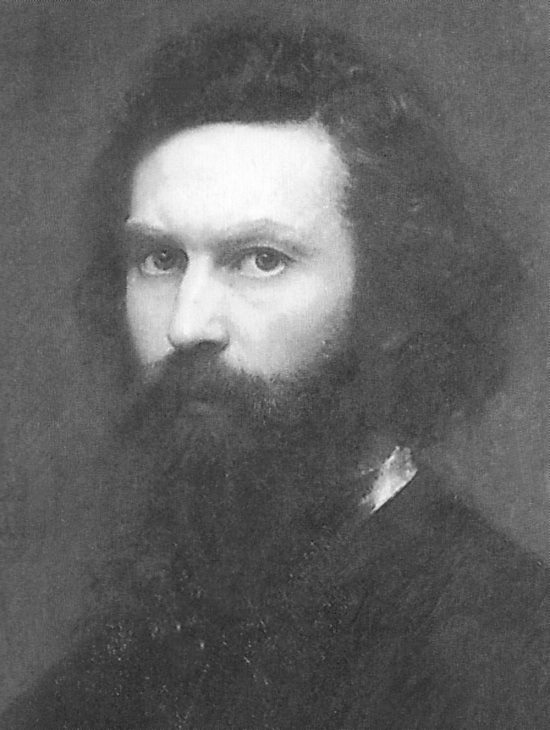
Friedrich Kaulbach (1822–1903)

- Kaulbach, Friedrich (1912–1992), deutscher Philosoph
- Kaulbach, Friedrich August von (1850–1920), deutscher MalerFriedrich August von Kaulbach (1850–1920)

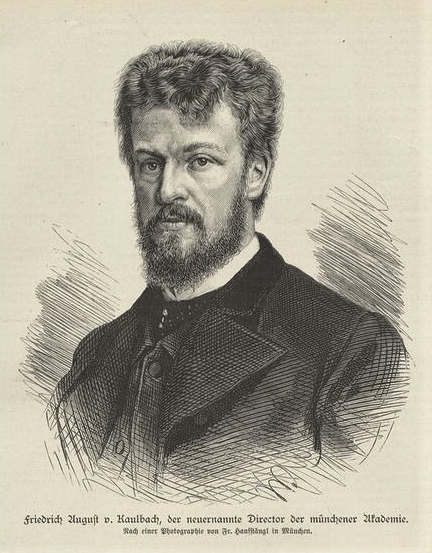
Friedrich August von Kaulbach (1850–1920)

- Kaulbach, Georg (1866–1945), deutscher Porträt-, Industrie- und Landschaftsmaler
- Kaulbach, Hermann (1846–1909), deutscher Maler
- Kaulbach, Isidore (* 1862), deutsche Schriftstellerin und Redakteurin
- Kaulbach, Karl (1808–1884), deutscher Bildhauer und Maler
- Kaulbach, Wilhelm von (1804–1874), deutscher Maler
- Kaulbars, Alexander von (1844–1925), russischer General und Forschungsreisender
- Kaulbars, Nikolai von (1842–1905), russischer General und Militärschriftsteller
- Kaulbarsch, Tammo (* 1974), deutscher Synchronsprecher und Hörspielsprecher
- Kaule, Gustav (1859–1945), deutscher Politiker (Handwerkerbund), MdL
- Kaule, Otto (1870–1948), deutscher Zeichner, Landschaftsmaler und Exlibriskünstler
- Kaulen, Hugo (1869–1954), deutscher Ballonfahrer
- Kaulfers, Harry (* 1959), deutscher Fußballspieler
- Kaulfers, Nick (* 2008), deutscher Fußballspieler
- Kaulfersch, Franz (1901–1995), österreichischer Maler und Grafiker
- Kaulfersch, Rolf (1919–1987), deutscher Politiker und NDPD-Funktionär
- Kaulfürst, Fabian (* 1978), sorbischer Sprachwissenschaftler
- Kaulfürst, Jadwiga (* 1976), sorbische Sprachwissenschaftlerin
- Kaulfuß, Berthold (1813–1864), deutscher Beamter und Abgeordneter
- Kaulfuß, Christian Friedrich († 1806), deutscher Jurist und Rittergutsbesitzer
- Kaulfuß, Georg Friedrich (1786–1830), deutscher Botaniker
- Kaulfuß, Johann Samuel (1780–1832), deutsch-polnischer Altphilologe und Literaturhistoriker
- Kaulhausen, Ludwig (1875–1957), deutscher Vizeadmiral der Reichsmarine
- Kaulich, Hans (1894–1966), österreichischer Fußballfunktionär und Bundeskapitän
- Kaulich, Wilhelm (1833–1880), österreichischer Philosoph, Psychologe und Hochschullehrer
- Kaulich-Lazarich, Louise (1855–1939), österreichische Opernsängerin (Mezzosopran und Alt, fallweise auch Sopran)
- Kaulitz, Bill (* 1989), deutscher Sänger
- Kaulitz, Tom (* 1989), deutscher GitarristTom Kaulitz (* 1989)

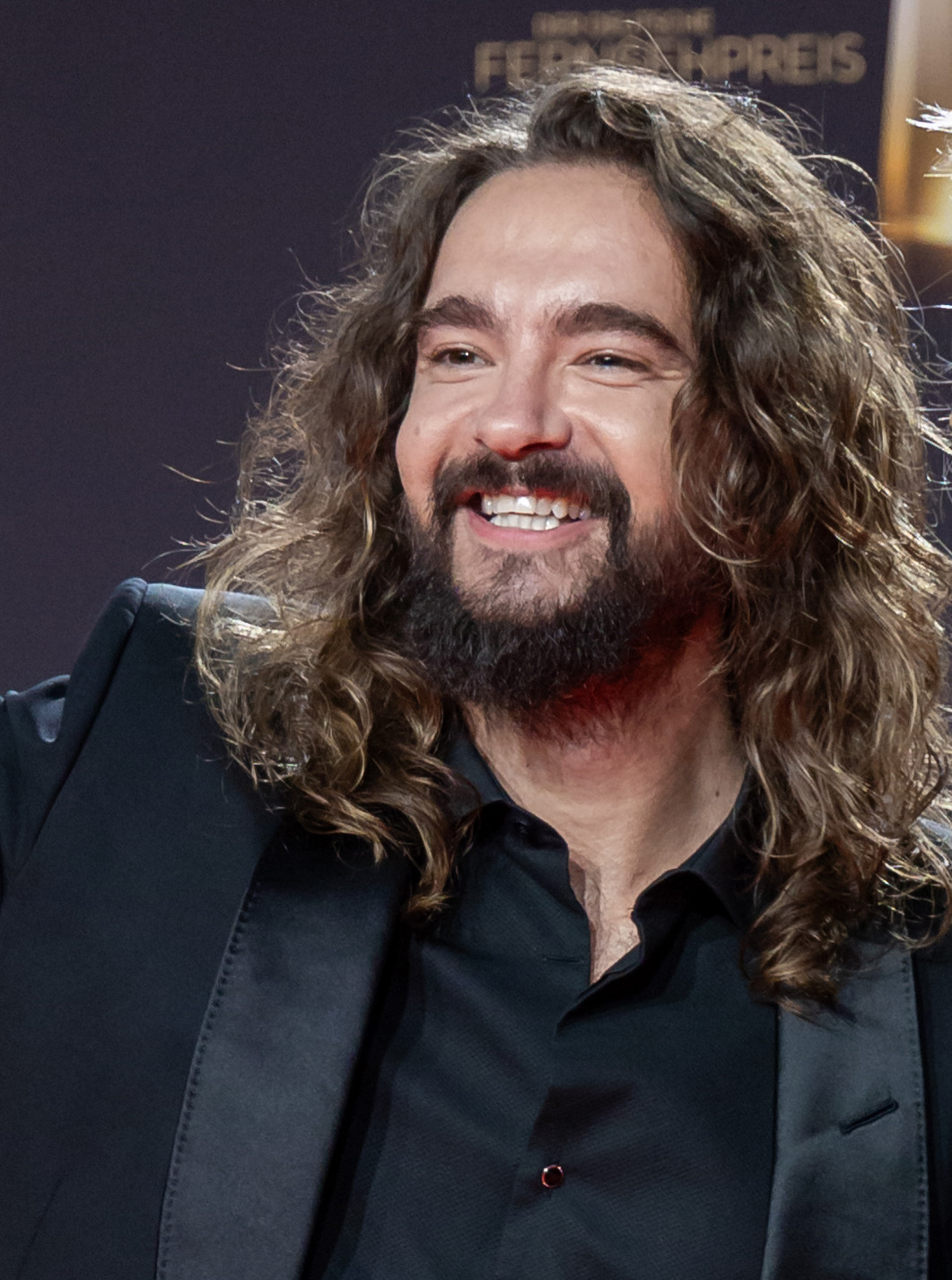
Tom Kaulitz (* 1989)

- Kaulla, Alfred von (1852–1924), deutscher Bankier und Industrieller
- Kaulla, Emilie (1833–1912), deutsche Sängerin und Gesangspädagogin
- Kaulla, Guido von (1909–1991), deutscher Schauspieler, Buch- und Drehbuchautor
- Kaulla, Karoline (1739–1809), deutsche HoffaktorinKaroline Kaulla (1739–1809)

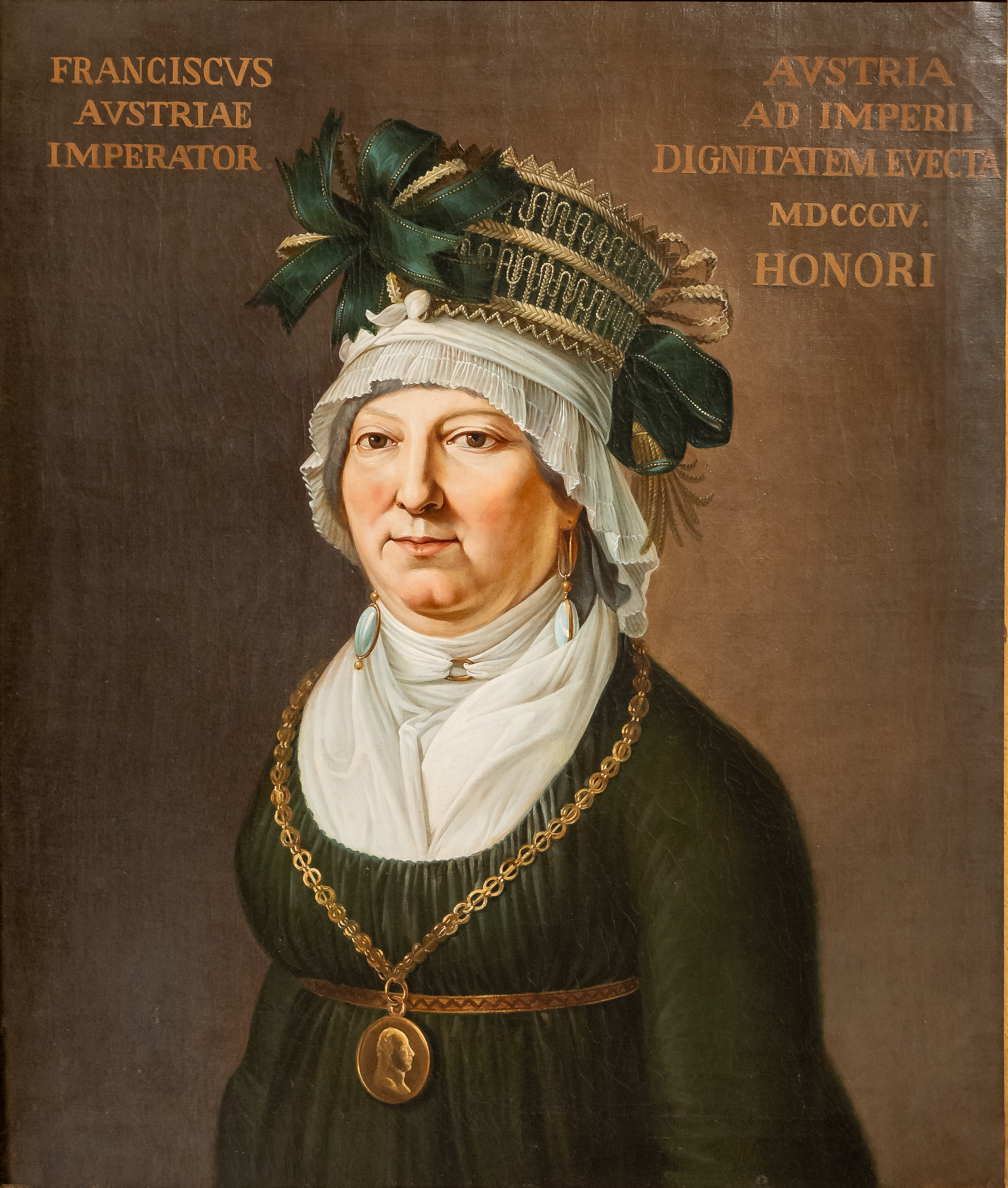
Karoline Kaulla (1739–1809)

- Kaulla, Nanette (1812–1876), Frau von Salomon Heine und Porträtierte in der Schönheitengalerie König Ludwigs I.
- Kaulla, Rudolf (1872–1954), deutscher Nationalökonom, Hochschullehrer, Buchautor und Bankier
- Kaulmann, Heinz (1934–2020), deutscher Fußballspieler
- Kaulos, griechischer Töpfer
- Kauluma, James (1933–2007), namibischer Geistlicher und Menschenrechtsaktivist
- Kaulvers, Stephan-Andreas (* 1956), deutscher Bankmanager

### Kaum
- Kaum, Johann (1895–1963), deutscher Politiker (CDU), MdBB
- Kaumann, Tõnis (* 1971), estnischer Komponist
- Kaumatule, Lata (* 1985), tongaische Fußballschiedsrichterassistentin
- Kaumeheiwa, Keala (* 1966), US-amerikanischer Jazzmusiker (Bass)
- Kaumkötter, Jürgen (* 1969), deutscher Kunsthistoriker, Kurator und Autor, Direktor des Museums Zentrum für verfolgte Künste

### Kaun
- Kaun, Alexander Olegowitsch (* 1985), russischer Basketballspieler
- Kaun, Bernhard (1899–1980), deutsch-amerikanischer Komponist insbesondere von Filmmusik
- Kaun, Elfriede (1914–2008), deutsche Leichtathletin
- Kaun, Gerhard (1911–1944), deutscher Kommunist und Widerstandskämpfer
- Kaun, Hugo (1863–1932), deutscher Komponist, Dirigent und Musikpädagoge
- Kaunas, Domas (* 1949), litauischer Bibliothekswissenschaftler und Kulturhistoriker
- Kaunas, Juozas (1870–1936), litauischer Politiker
- Kaunas, Kęstutis (1942–2021), litauischer Schachspieler
- Kaunatjike, Israel (* 1947), Menschenrechtsaktivist
- Kaunda, Betty (1928–2012), sambische First Lady
- Kaunda, Kenneth (1924–2021), sambischer Präsident (1964–1991)Kenneth Kaunda (1924–2021)

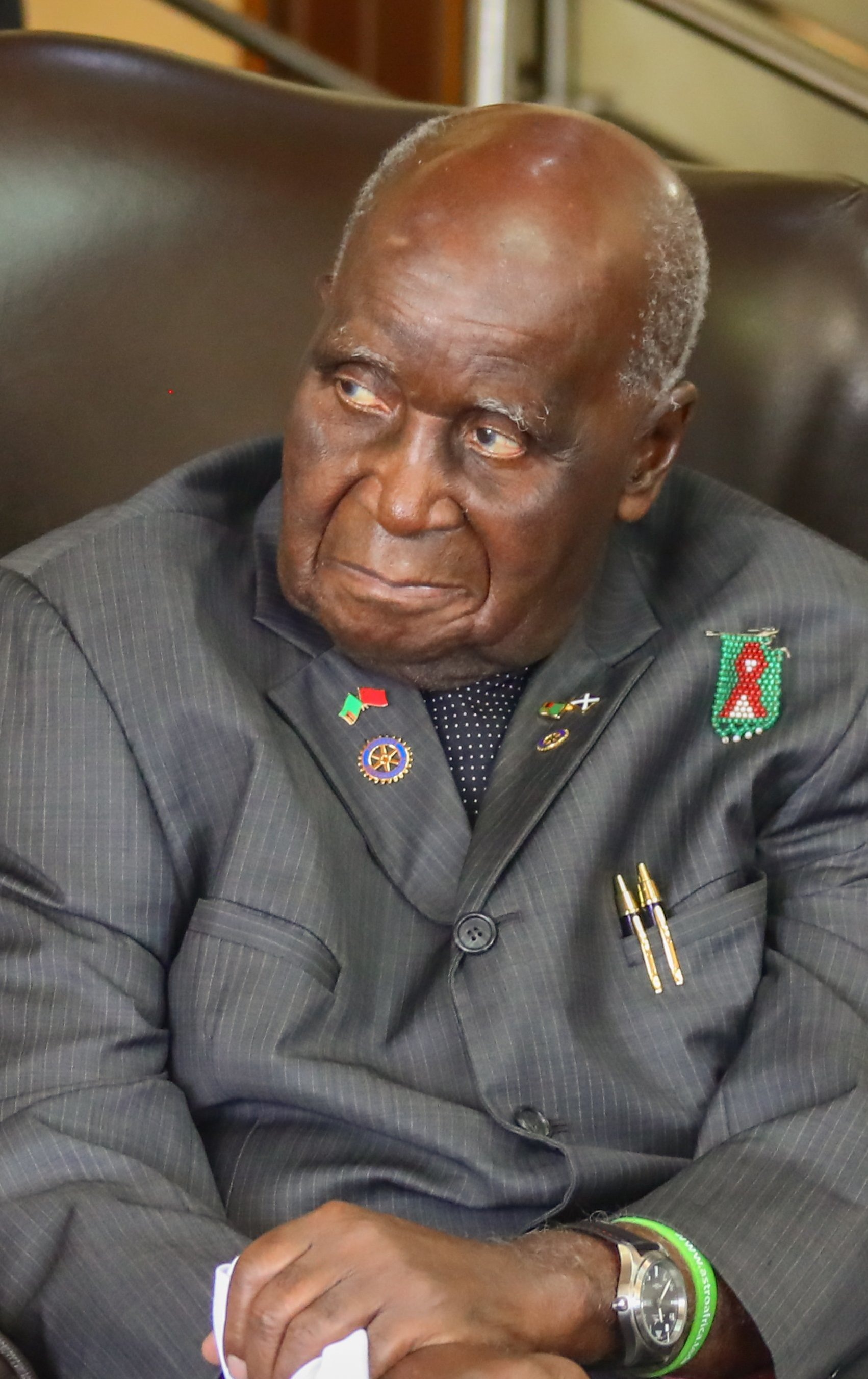
Kenneth Kaunda (1924–2021)

- Kaunda, Tilyenji, sambischer Politiker
- Kaundinya, Otto (1900–1940), deutscher Handballspieler und Handballtrainer
- Kaune, Hans (1921–2003), deutscher Radrennfahrer und Funktionär im Radsport
- Kaune, Michaela (* 1968), deutsche Opernsängerin (Sopran)
- Kaune, Rainer (* 1945), deutscher Autor, Rezitator, Vortragsredner, Pädagoge und Herausgeber
- Kaune, Wilhelm (1895–1981), deutscher Stellmachermeister und niederdeutscher Schriftsteller
- Kauneckas, Jonas (* 1938), litauischer Geistlicher, emeritierter Bischof von Panevėžys
- Kaung Htet Soe (* 1997), myanmarischer Fußballspieler
- Kaung Myat Thu (* 1999), myanmarischer Fußballspieler
- Kaung Sett Naing (* 1993), myanmarischer Fußballspieler
- Kaung Sithu (* 1993), myanmarischer Fußballspieler
- Kaunismäki, Juha (* 1979), norwegisch-finnischer Eishockeyspieler
- Kauniste, Lāsma (* 1942), lettische Eisschnellläuferin
- Kaunisto, Ville (* 1982), finnischer Basketballspieler und Politiker
- Kaunitz, Dominik Andreas I. von (1654–1705), österreichischer Staatsmann
- Kaunitz, Friedrich von (1597–1627), Begründer der Böhmische Linie der Familie Kaunitz
- Kaunitz, Maximilian Ulrich von (1679–1746), kaiserlicher Diplomat und Landeshauptmann von Mähren (1720–1746)
- Kaunitz, Rudolph von (1628–1664), Oberstlandjägermeister in Böhmen, k.k. Kämmerer und Wirklicher Geheimer Rat, Reichsgraf
- Kaunitz, Wenzel Robert von (1848–1913), böhmischer Politiker und Mäzen
- Kaunitz-Rietberg, Aloys von (1774–1848), österreichischer Diplomat und letzter Graf von RietbergAloys von Kaunitz-Rietberg (1774–1848)

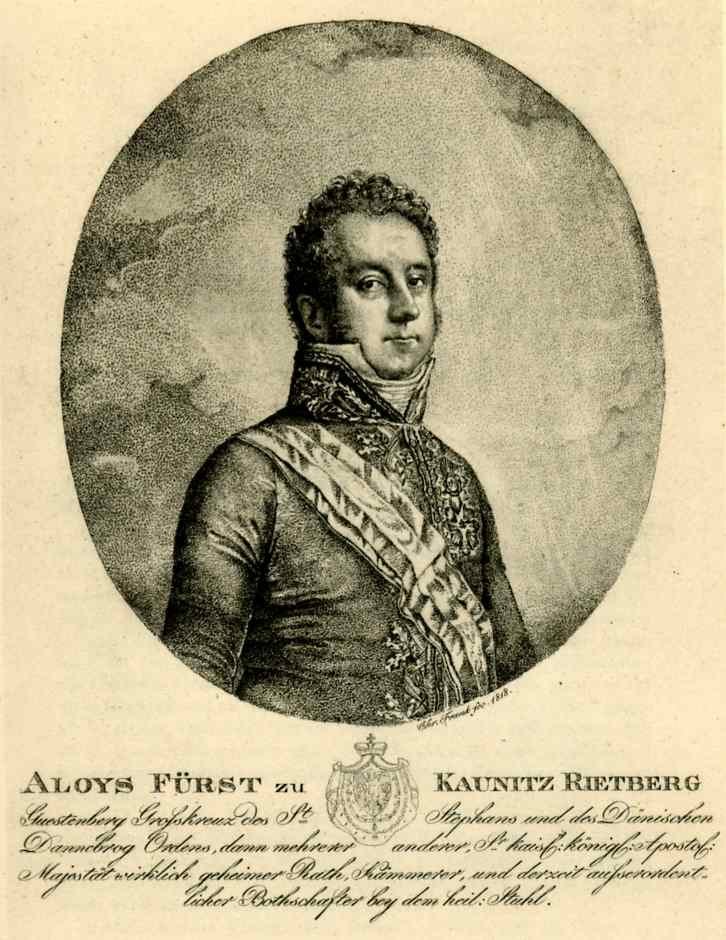
Aloys von Kaunitz-Rietberg (1774–1848)

- Kaunitz-Rietberg, Ernst Christoph von (1737–1797), Landeshauptmann in Mähren, Hofbeamter und Diplomat
- Kaunitz-Rietberg, Franz Karl von (1676–1717), Bischof in Laibach und Domherr in mehreren Bistümern
- Kaunitz-Rietberg, Franz Wenzel von (1742–1825), österreichischer General und Landkomtur des Deutschen Ordens
- Kaunitz-Rietberg, Karl Joseph von (1715–1737), Domherr in verschiedenen Bistümern und Auditor der Römischen Rota
- Kaunitz-Rietberg, Wenzel Anton von (1711–1794), österreichischer Diplomat und PolitikerWenzel Anton von Kaunitz-Rietberg (1711–1794)

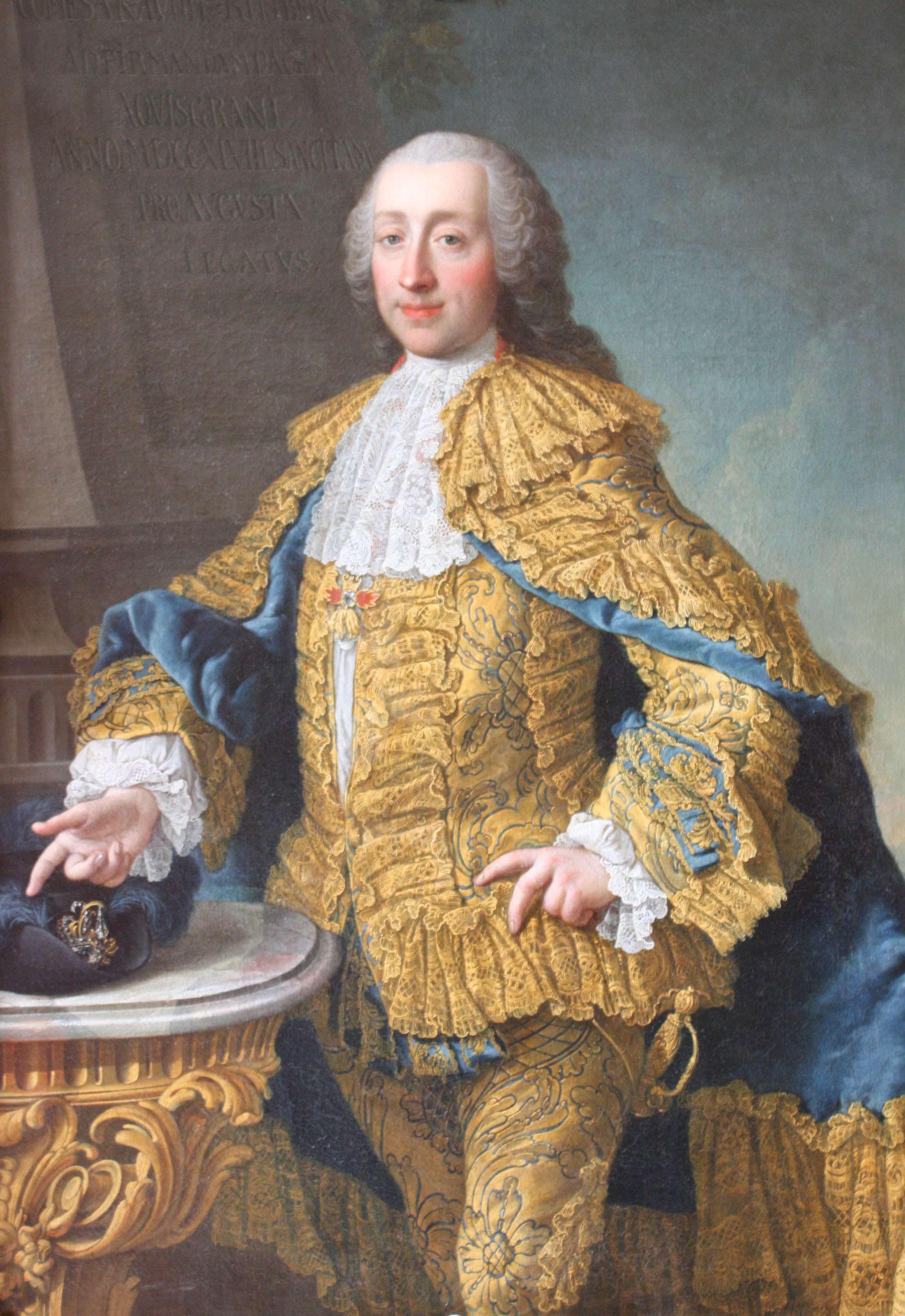
Wenzel Anton von Kaunitz-Rietberg (1711–1794)

- Kaunitz-Rietberg-Questenberg, Dominik Andreas von (1739–1812), Hofbeamter und Diplomat
- Kaunzinger, Günther (* 1938), deutscher Organist und Hochschullehrer
- Kaunzner, Viktoria Elisabeth (* 1982), deutsche Violinistin, Komponistin, Poetin, Produzentin und Hochschullehrerin
- Kaunzner, Wolfgang (1928–2017), deutscher Mathematikerhistoriker

### Kaup
- Kaup, André (* 1964), deutscher Elektroingenieur und Hochschullehrer
- Kaup, David J. (* 1939), US-amerikanischer Mathematiker und Physiker
- Kaup, Ferdinand (* 1940), österreichischer Schauspieler und Sprecherzieher
- Kaup, Franz-Josef (* 1954), deutscher Veterinärpathologe
- Kaup, Ignaz (1870–1944), österreichischer Sozialhygieniker, Konstitutionsforscher und Hochschullehrer
- Kaup, Johann Jakob (1803–1873), deutscher Paläontologe und Zoologe
- Kaup, Johannes (* 1965), österreichischer Radiomoderator und Sendungsgestalter
- Kaup, Meinwerk (1691–1745), deutscher Weihbischof von Paderborn
- Kaup, Mireya (* 1974), deutsche Beachvolleyballspielerin
- Kaup, Ulrike (* 1958), deutsche Autorin
- Kaup-Hasler, Veronica (* 1968), deutsch-österreichische Theaterwissenschaftlerin, Dramaturgin und IntendantinVeronica Kaup-Hasler (* 1968)

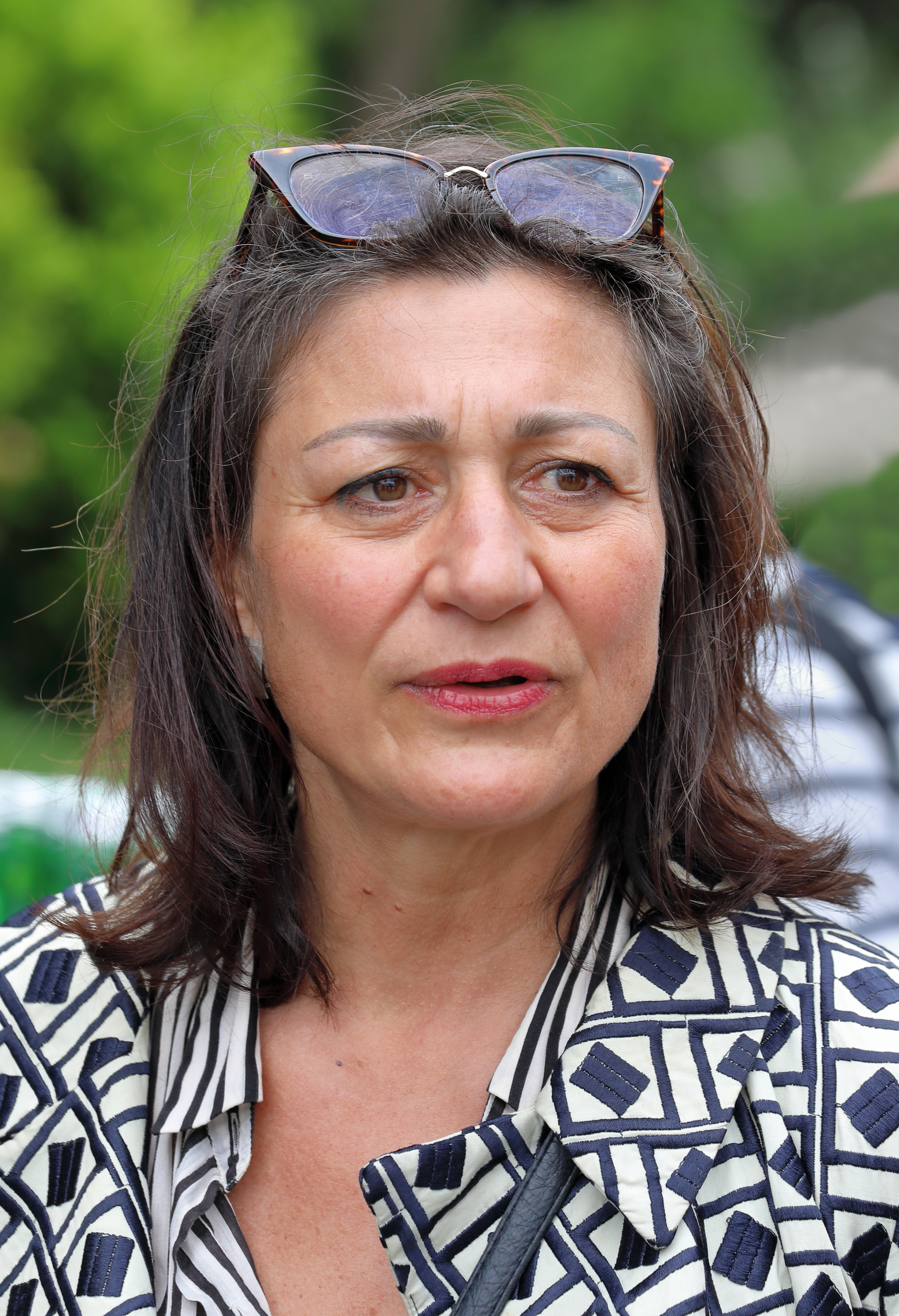
Veronica Kaup-Hasler (* 1968)

- Kaupa, Gerlinde (* 1952), deutsche Politikerin (CSU), MdB
- Kaupa, Heinz (* 1947), österreichischer Bauingenieur und Energiemanager
- Kaupas, Natas (* 1969), US-amerikanischer Skateboarder
- Kaupas, Vytautas (* 1982), litauischer Radrennfahrer
- Kaupel, Johann Heinrich (1890–1953), deutscher römisch-katholischer Theologe und Hochschullehrer (Alttestamentler) in Münster
- Kaupen-Haas, Heidrun (* 1937), deutsche Medizinsoziologin
- Kauper, Josef (1899–1945), deutscher Rechtsanwalt und Oberbürgermeister
- Käuper, Ole (* 1997), deutscher Fußballspieler
- Kaupers, Renārs (* 1974), lettischer Musiker, Sänger der lettischen Pop- und Rockband Brainstorm
- Kaupert, Cornelia, deutsche Schauspielerin
- Kaupert, Gustav (1819–1897), deutscher Bildhauer
- Kaupert, Jean-Bernard (1786–1863), Schweizer Musikpädagoge und Komponist
- Kaupert, Johann August (1822–1899), deutscher Kartograph
- Kaupisch, Leonhard (1878–1945), deutscher General der Artillerie im Zweiten Weltkrieg
- Kaupmees, Kalle (* 1950), estnischer Radrennfahrer
- Kaupo († 1217), livischer Anführer
- Kaupp, Angela (* 1960), deutsche römisch-katholischer Theologin
- Kaupp, Dennis (* 1972), deutscher Schauspieler, Redakteur und Autor
- Kaupp, Franz (1866–1945), deutscher Prediger und Autor
- Kaupp, Marcel (* 1988), deutscher SängerMarcel Kaupp (* 1988)

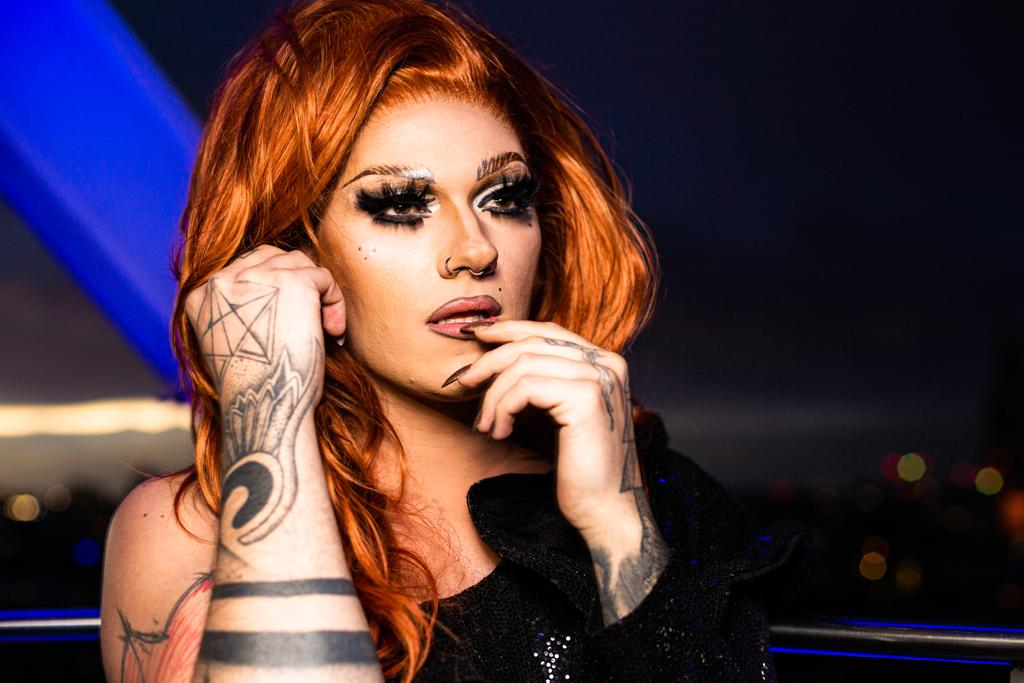
Marcel Kaupp (* 1988)

- Kaupp, Martin (* 1962), deutscher Chemiker und Hochschullehrer
- Kaupp, Peter (* 1936), deutscher Kulturwissenschaftler, Soziologe und Studentenhistoriker
- Kaupp, Ulrich Benjamin (* 1949), deutscher Chemiker und Biophysiker
- Kauppi, Minna (* 1982), finnische Orientierungsläuferin
- Kauppi, Piia-Noora (* 1975), finnische Politikerin, MdEP
- Kauppi, Veera (* 1997), finnische Unihockeyspielerin
- Kauppinen, Jarkko (* 1982), finnischer Biathlet
- Kauppinen, Liisa (* 1939), finnische Menschenrechtsaktivistin
- Kauppis-Heikki (1862–1920), finnischer Schriftsteller

### Kaur
- Kaur Deol, Harita (1972–1996), indische Transportpilotin der Indischen Luftstreitkräfte
- Kaur Luthra, Sargun (* 1998), indische Schauspielerin
- Kaur, Amrit (1889–1964), indische Politikerin
- Kaur, Gurjit (* 1995), indische Hockeyspielerin
- Kaur, Hardeep (* 1977), indische Hammerwerferin
- Kaur, Harmanpreet (* 1989), indische Cricketspielerin und Mannschaftskapitänin der indischen Frauen-Nationalmannschaft
- Kaur, Harwant (* 1980), indische Diskuswerferin
- Kaur, Hasleen (* 1988), indische Schauspielerin und Model
- Kaur, Kamalpreet (* 1996), indische Diskuswerferin
- Kaur, Mandeep (* 1988), indische Sprinterin
- Kaur, Manjeet (* 1982), indische Sprinterin
- Kaur, Manjot (* 1989), indische Malerin
- Kaur, Manpreet (* 1990), indische Leichtathletin
- Kaur, Melinder (* 1988), malaysische Leichtathletin
- Kaur, Nimrat (* 1982), indische Schauspielerin
- Kaur, Rupi (* 1992), indisch-kanadische Schriftstellerin
- Kaur, Simrat (* 1997), indische Schauspielerin
- Kaur, Snatam (* 1972), US-amerikanische Sängerin und Komponistin
- Kaura, Katuutire (1941–2022), namibischer Politiker
- Kaurin, Leni Larsen (* 1981), norwegische Fußballspielerin
- Kaurin, Marianne (* 1974), norwegische Schriftstellerin
- Kaurismäki, Aki (* 1957), finnischer FilmregisseurAki Kaurismäki (* 1957)

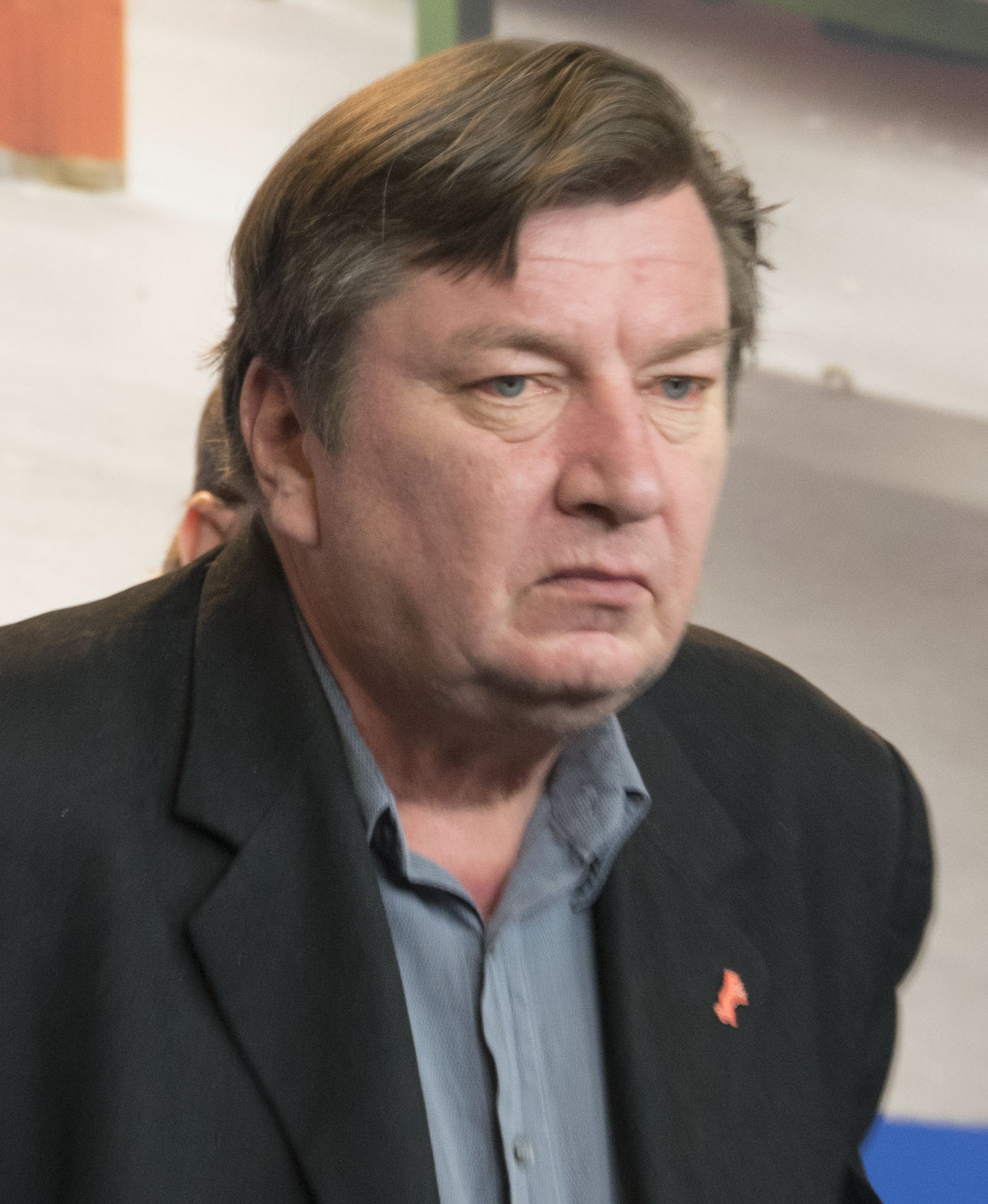
Aki Kaurismäki (* 1957)

- Kaurismäki, Mika (* 1955), finnischer Filmregisseur, Drehbuchautor und Filmproduzent
- Kauroff, Klaus (1941–2020), deutscher Wrestler
- Kauroff, Rüdiger (* 1956), deutscher Politiker (SPD), MdL Niedersachsen

### Kaus
- Kaus, Gina (1893–1985), österreichische Schriftstellerin, Übersetzerin und Drehbuchautorin
- Kaus, Gracia-Maria (* 1947), deutsche Schauspielerin
- Kaus, Jan (* 1971), estnischer Schriftsteller
- Kaus, Karl (1940–2015), österreichischer Prähistoriker
- Kaus, Klara (1903–1985), deutsche Gerechte unter den Völkern
- Kaus, Marita (1940–2010), deutsche Bildhauerin
- Kaus, Max (1891–1977), deutscher Maler und Graphiker
- Kaus, Otto (1891–1945), österreichischer Psychologe, Kritiker und Schriftsteller
- Kaus, Willy (1900–1978), deutscher Unternehmer und Industrieller
- Kaus, Wolfgang (1935–2018), deutscher Schauspieler und Regisseur
- Kausch, Hans-Joachim (1907–1974), deutscher Journalist
- Kausch, Heiner (* 1966), deutscher Politiker (CDU)
- Kausch, Johann Joseph (1751–1825), schlesischer Mediziner und Schriftsteller
- Kausch, Maximo (* 1981), argentinisch-brasilianischer Alpinist
- Kausch, Michael (1877–1942), deutsch-rumänischer Lehrer und Politiker
- Kausch, Michael (* 1949), deutscher Film-, Fernseh- und TheaterschauspielerMichael Kausch (* 1949)

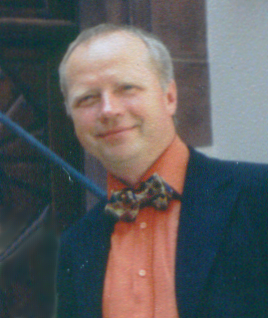
Michael Kausch (* 1949)

- Kausch, Peter (1880–1945), Abgeordneter im Parlament des Königreichs Rumänien
- Kausch, Thomas (* 1963), deutscher Journalist und FernsehmoderatorThomas Kausch (* 1963)

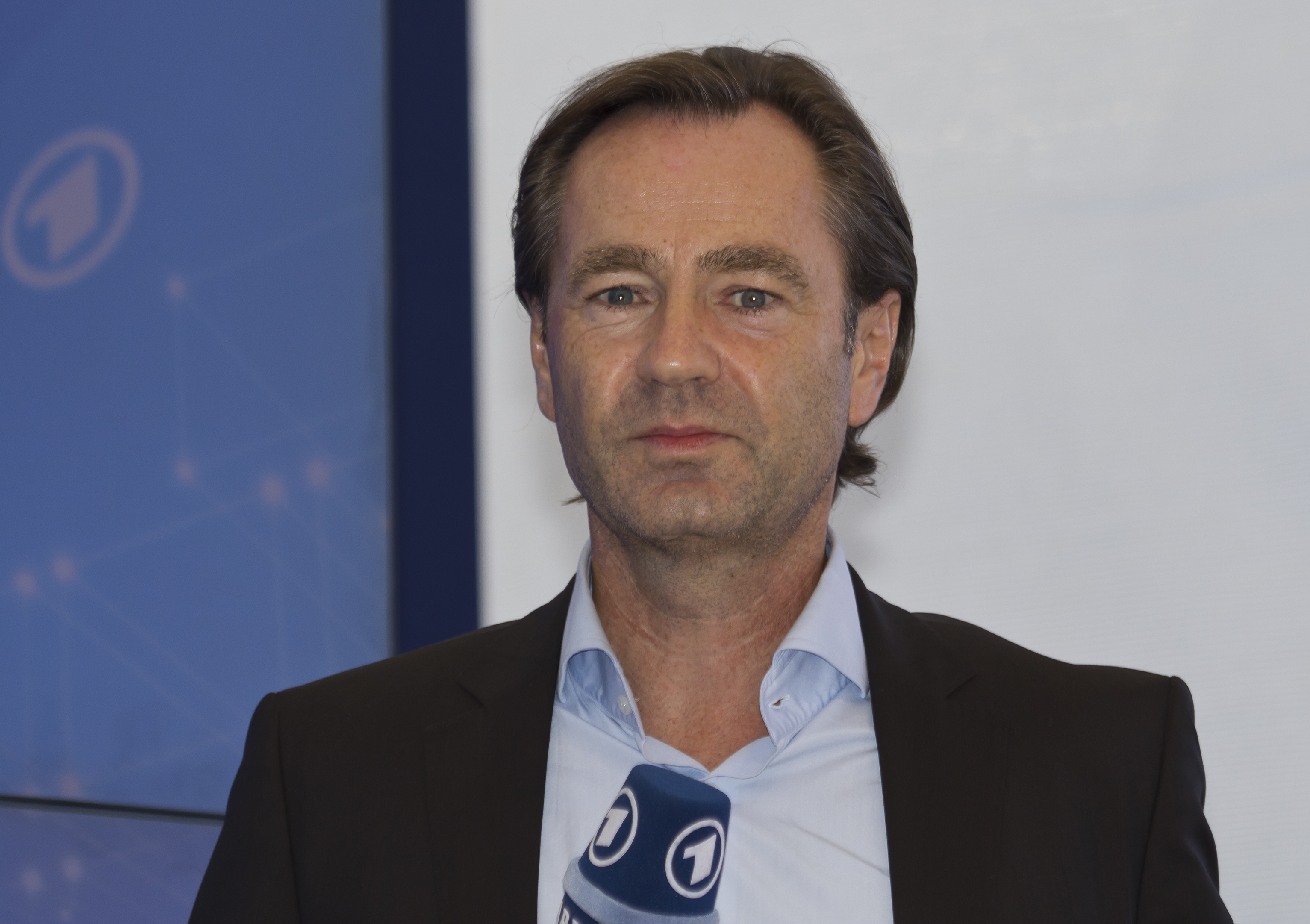
Thomas Kausch (* 1963)

- Kausch, Thorsten (* 1973), deutscher Politiker (CDU), MdHB
- Kausch, Walther (1867–1928), deutscher Chirurg
- Kausch, Werner (1924–1993), deutscher Maler
- Kausch-Blecken von Schmeling, Wedig (* 1934), deutscher Forstwissenschaftler
- Kausch-Kuhlbrodt, Brigitte (1939–2013), deutsche Regisseurin, Schauspielerin und Künstlerin
- Kauschanski, Dawid Moissejewitsch (* 1893), sowjetischer Anwalt
- Kausche, Angelika (* 1962), US-amerikanische Politikerin (Demokratischen Partei)
- Kausche, Dietrich (1914–1988), deutscher Historiker und Archivar
- Kausche, Martin (1915–2007), deutscher Maler und Graphiker
- Kausche-Kongsbak, Eva (1918–2010), deutsche Buch-Illustratorin, Malerin, Grafikerin und Autorin
- Kauschka, Rudolf (1883–1960), deutsch-böhmischer Bergsteiger und Rennrodler
- Kauschke, Christina (* 1964), deutsche Klinische Linguistin
- Kauschke, Katrin (* 1971), deutsche Hockeyspielerin
- Kausel, Eberhard (1910–1972), deutsch-chilenischer botanischer Taxonom
- Kausel, Thomas P. (* 1937), deutscher Maler
- Kausemann, Hans-Leo (1937–2025), deutscher Kommunalpolitiker (CDU), Landrat des Oberbergischen Kreises
- Kausemann, Wilhelm (1903–1941), deutscher Politiker (NSDAP), Landrat
- Kausen, Ernst (* 1948), deutscher Mathematiker, Informatiker sowie Sprachwissenschaftler
- Kauser, Alice (1871–1945), amerikanische Literatur- und Theateragentin
- Kauser, Jakab (1878–1925), ungarischer Stabhochspringer
- Kauser, Joseph Stephan (1830–1905), ungarisch-amerikanischer Architekt und Bauingenieur
- Kauser, József (1848–1919), ungarischer Architekt
- Kaushansky, Kenneth (* 1953), Molekularbiologe und Hämatologe
- Kaushik, Haripal (1934–2018), indischer Hockeyspieler
- Kaushik, Maharaj Krishan (1955–2021), indischer Hockeyspieler
- Kaushik, Manish (* 1996), indischer Boxer
- Kaushik, Purushottam (1930–2017), indischer Politiker, Lok-Sabha-Mitglied, Unionsminister
- Kausich, Marek (* 1976), slowakischer Fußballspieler und -trainer
- Kausland, Grethe (1947–2007), norwegische Sängerin und Schauspielerin
- Kausler, Christian (1761–1822), württembergischer Oberamtmann
- Kausler, Christoph Friedrich (1760–1825), deutscher Mathematiker und Lehrer
- Kausler, Eduard von (1801–1873), deutscher Archivar, Germanist und Romanist
- Kausler, Friedrich (1798–1874), württembergischer Oberamtmann
- Kausler, Friedrich (1806–1883), Abgeordneter der württembergischen Landstände
- Kaußen, Günter († 1985), deutscher Betriebswirt und Immobilienunternehmer
- Kaußen, Jutta (* 1955), deutsche Autorin, Übersetzerin und Dramaturgin
- Kaußen, Stephan (* 1969), deutscher Journalist, Hochschuldozent und Moderator
- Kaußen, Wolfgang (* 1953), deutscher Lektor, Schriftsteller und Übersetzer
- Kauste, Oona (* 1988), finnische Curlerin
- Kausz, István (1932–2020), ungarischer Degenfechter

### Kaut
- Kaut, Bernd (* 1945), deutscher römisch-katholischer Geistlicher
- Kaut, Ellis (1920–2015), deutsche Schriftstellerin
- Kaut, Josef (1904–1983), österreichischer Politiker (SPÖ), Landtagsabgeordneter und Landesrat
- Kaut, Lisann (* 2000), deutsche Fußballspielerin
- Kaut, Martin (* 1999), tschechischer Eishockeyspieler
- Kauta, deutsche Sängerin und Rapperin
- Kautai, Iotua (* 1983), tahitianischer Fußballspieler
- Kaute, Eberhard (* 1859), deutscher Forstmeister und Mitglied des Preußischen Abgeordnetenhauses
- Kautek, Rudolf (1933–2006), österreichischer Theater- und Hörspielregisseur
- Kauten, Andrea, Schweizer Pianistin
- Kautenburger, Thomas (* 1961), deutscher SchauspielerThomas Kautenburger (* 1961)

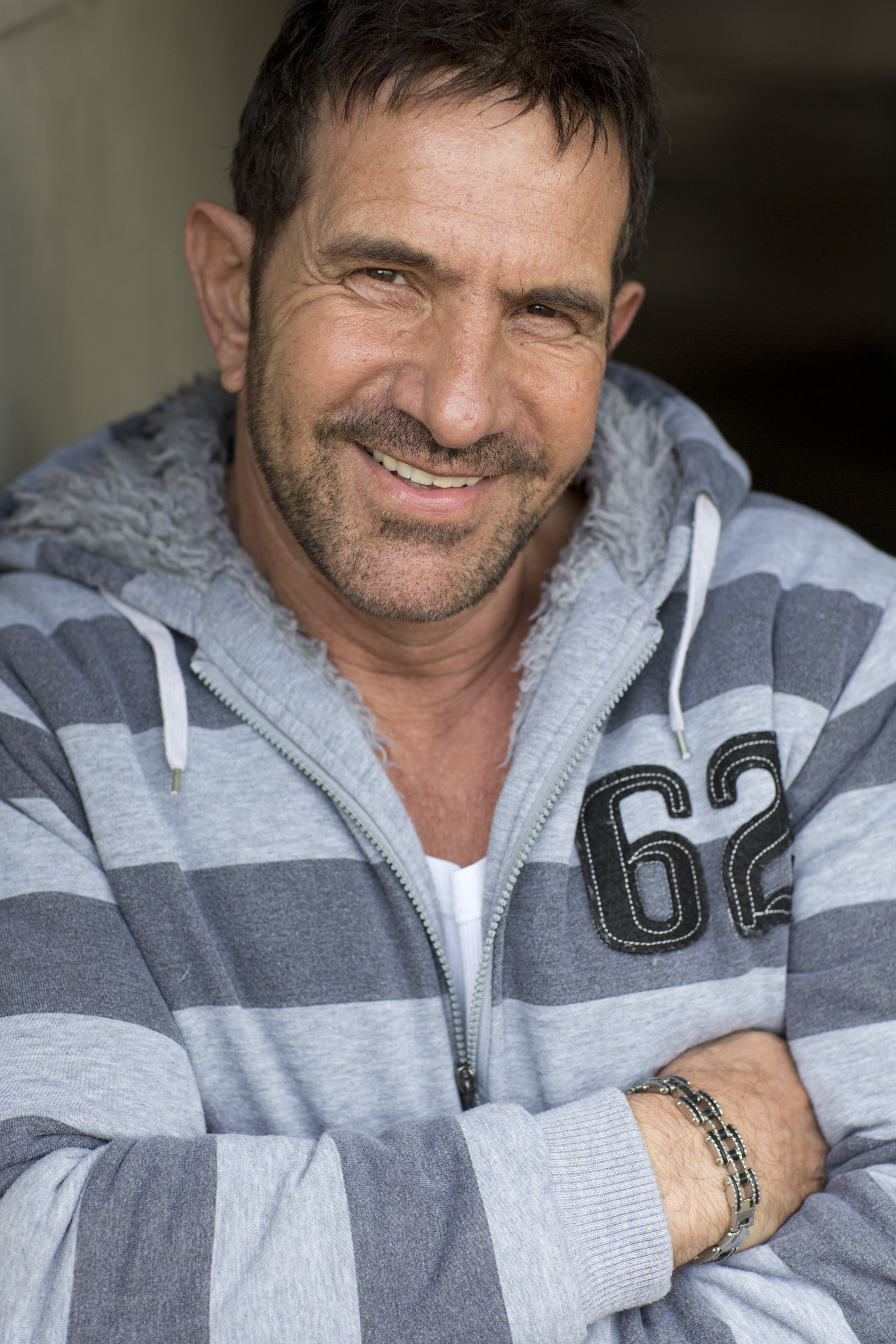
Thomas Kautenburger (* 1961)

- Kauter, Alfred (1905–1985), Schweizer Agrarwissenschaftler
- Kauter, Bernhard (* 1942), Schweizer Winzer, Degenfechter sowie Vermessungsingenieur
- Kauter, Christian (* 1947), Schweizer Fechter, Diplomat und Manager
- Kauter, Fabian (* 1985), Schweizer Fechter und Musiker
- Kauter, Kurt (1913–2002), deutscher Schriftsteller
- Kauter, Michael (* 1979), Schweizer Degenfechter
- Kauter, Vincent (* 1984), Schweizer Regionalpolitiker und Degenfechter
- Kauth, Kathleen (* 1979), US-amerikanische Eishockeyspielerin
- Kauth, Markus (* 1995), deutscher Handballschiedsrichter
- Kauthen, Pierre (* 1936), luxemburgischer Gymnasiallehrer, Gemeindepolitiker und Historiker
- Kauther, Natalie (* 1974), deutsche Diplomatin
- Käutner, Helmut (1908–1980), deutscher Filmregisseur und SchauspielerHelmut Käutner (1908–1980)

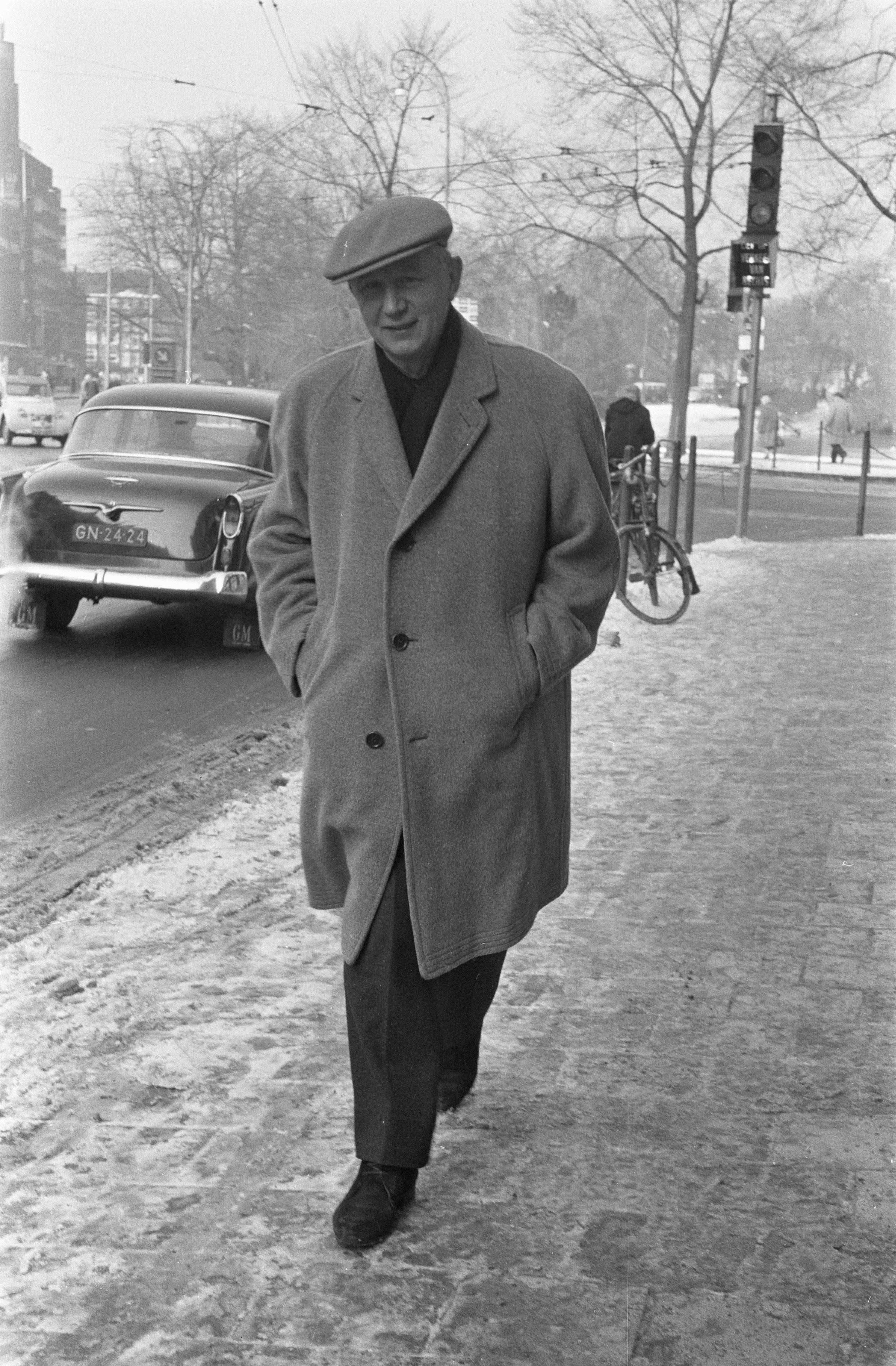
Helmut Käutner (1908–1980)

- Kautny, Franz (1907–1947), tschechischer KZ-Wächter im KZ Mauthausen
- Kautoga, Samuela (* 1987), fidschianischer Fußballspieler
- Kautsch, Heinrich (1859–1943), österreichischer Bildhauer und Medailleur
- Kautschitz, Anton (1743–1814), Bischof von Laibach
- Kautsky, Benedikt (1894–1960), österreichischer Bankier
- Kautsky, Fritz (1857–1936), deutscher Bühnentechniker und Theaterausstatter
- Kautsky, Hans (1891–1966), österreichischer Chemiker
- Kautsky, Hans Joseph Wilhelm (1864–1937), österreichischer und königlich-preußischer Hoftheatermaler
- Kautsky, Johann (1827–1896), tschechischer Bühnenbild- und Landschaftsmaler
- Kautsky, Karl (1854–1938), deutsch-tschechischer Philosoph und Politiker (SPD), Theoretiker der deutschen und internationalen Sozialdemokratie
- Kautsky, Luise (1864–1944), Kommunalpolitikerin (USPD)
- Kautsky, Minna (1837–1912), Schauspielerin und Schriftstellerin
- Kautsky, Robert (1895–1963), österreichischer Theatermaler, Bühnen- und Kostümbildner
- Kautter, Eberhard (* 1890), deutscher Kapitänleutnant der Reichsmarine, Freikorpsmitglied und Autor
- Kautz, August (1828–1895), General des US-HeeresAugust Kautz (1828–1895)

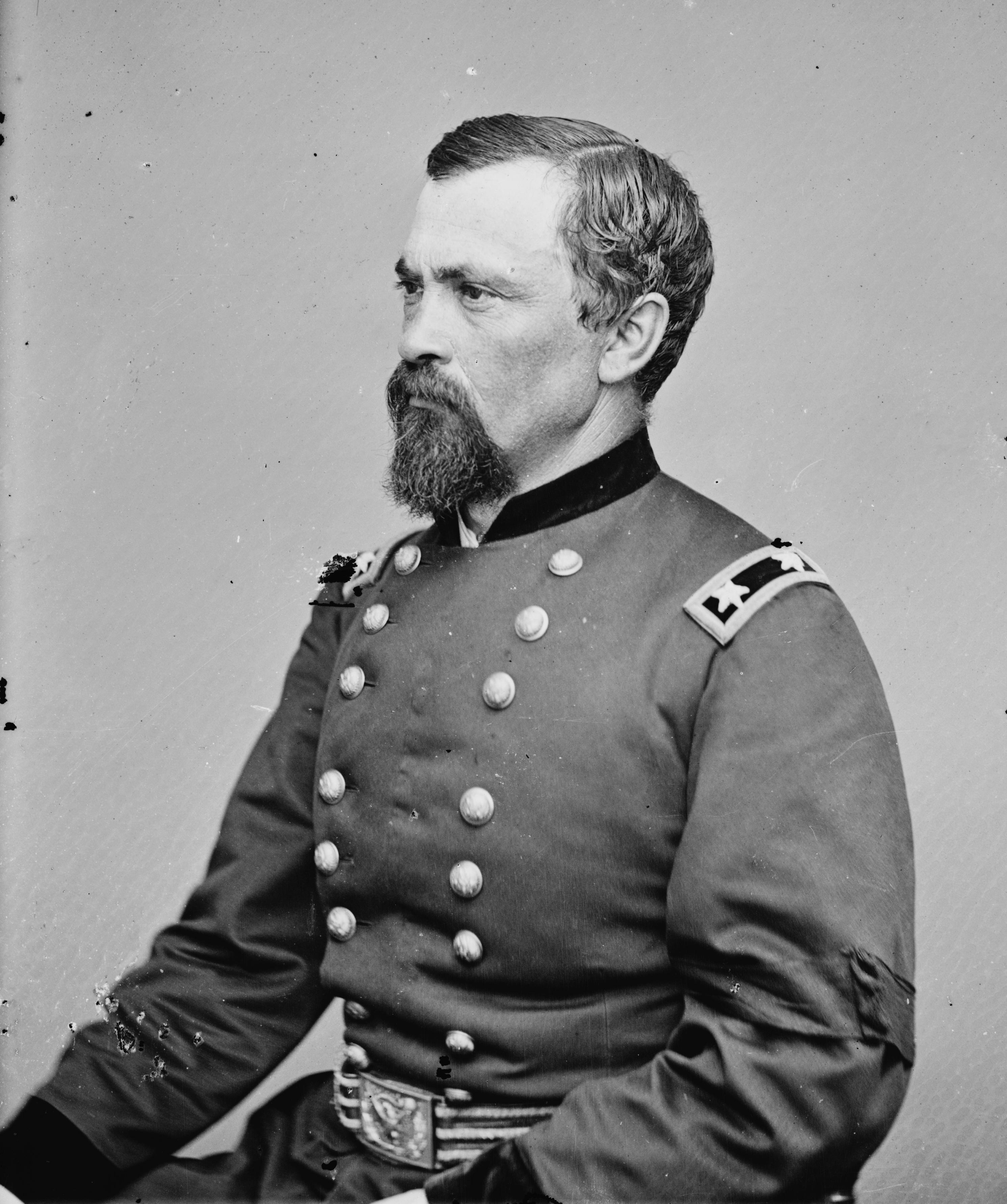
August Kautz (1828–1895)

- Kautz, Britta, deutsche Rollstuhlbasketballspielerin
- Kautz, Christian (1913–1948), Schweizer Automobilrennfahrer
- Kautz, Emil (1866–1933), deutscher Verwaltungs- und Bankenjurist und Ministerialbeamter
- Kautz, Friedrich († 1879), deutscher Jurist und Politiker
- Kautz, Georg (1860–1940), deutscher Verwaltungsjurist und Ministerialbeamter
- Kautz, Gustav (1826–1897), deutscher Jurist in der Kommunalverwaltung
- Kautz, Gyula (1829–1909), ungarischer Nationalökonom und Politiker
- Kautz, Hartmut, deutscher Automobilrennfahrer
- Kautz, Heinrich (1892–1978), deutscher Pädagoge und Schriftsteller
- Kautz, Helge (* 1967), deutscher Science-Fiction-Autor und Musiker
- Kautz, Henry (* 1956), US-amerikanischer Informatiker
- Kautz, Herbert (1945–2005), österreichischer Politiker (SPÖ), Landtagsabgeordneter
- Kautz, Jakob, täuferischer Prediger, Täufer der Reformation
- Kautz, Julia (* 1981), österreichische Singer-SongwriterinJulia Kautz (* 1981)

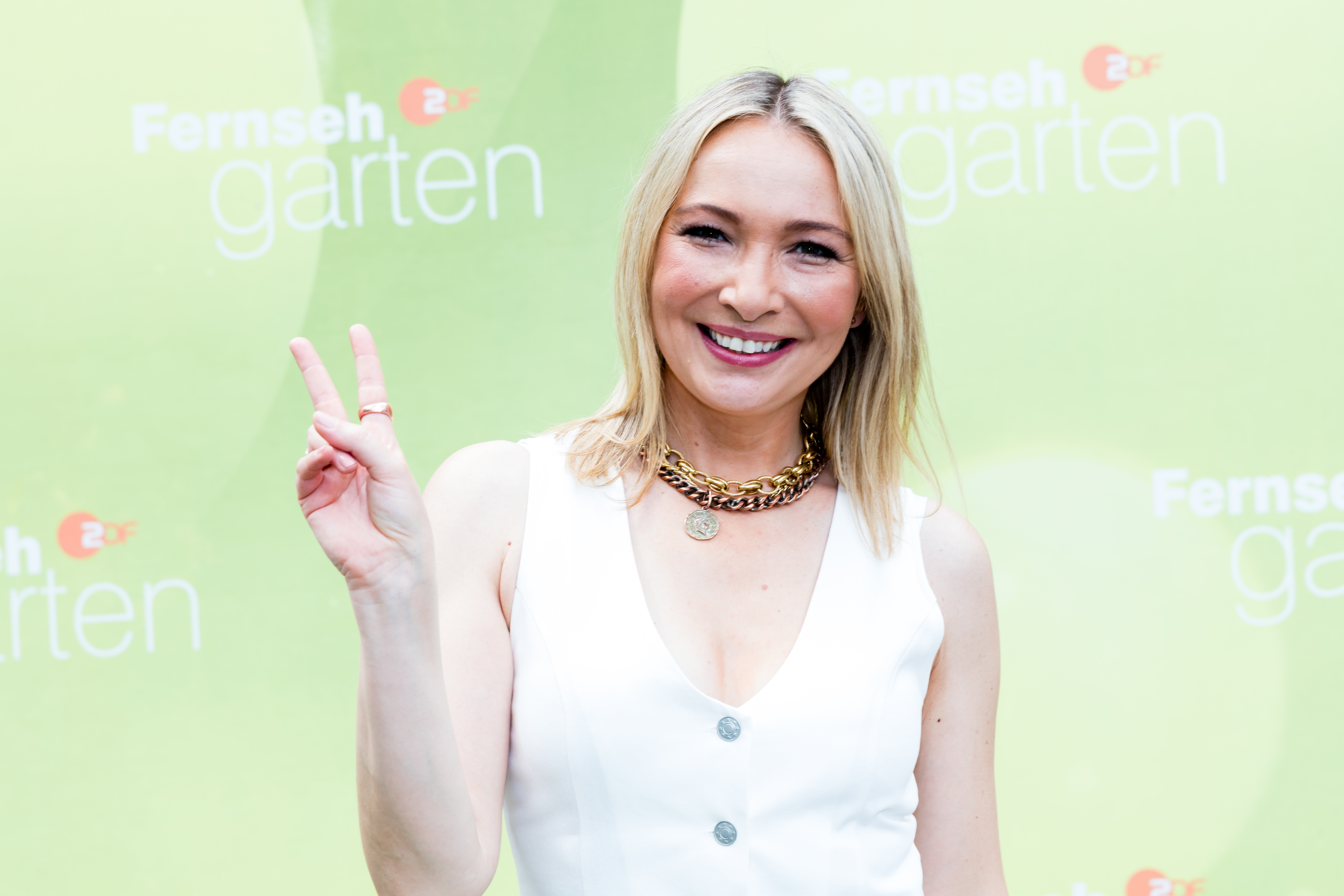
Julia Kautz (* 1981)

- Kautz, Mariana (* 1980), deutsche Eiskunstläuferin
- Kautz, Martin (* 1979), deutscher Schauspieler, Synchronsprecher und Musiker
- Kautz, Michael (* 1948), deutscher Autor, Dramaturg und Politiker (SPD)
- Kautz, Sebastian (* 1970), deutscher Schauspieler, Regisseur und Maskenspieler
- Kautz, Siggi (* 1980), deutscher Schauspieler und Musiker
- Kautz, Ulrich (1939–2020), deutscher Übersetzungswissenschaftler, Dolmetscher und Übersetzer
- Kautz, Walter (1803–1874), deutscher Kommunalpolitiker, Mitglied der kurhessischen Ständeversammlung
- Kautz, Walter (1900–1971), deutscher kommunistischer Gewerkschaftsfunktionär und Widerstandskämpfer
- Kautzky, Karl (* 1948), österreichischer Komponist
- Kautzky-Willer, Alexandra (* 1962), österreichische Internistin, Professorin für Gender Medicine
- Kautzleben, Heinz (* 1934), deutscher Geophysiker
- Kautzmann, Moritz Georg von (1811–1874), deutsch-baltischer evangelisch-lutherischer Pastor
- Kautzmann, Theo (* 1948), deutscher Politiker (CDU)
- Kautzor-Schröder, Matthias (* 1975), deutscher Basketballspieler
- Kautzsch, Eberhard (1905–1986), deutscher Geologe
- Kautzsch, Emil (1841–1910), deutscher evangelischer Theologe und Hochschullehrer
- Kautzsch, Karl (1887–1978), deutscher Politiker (USPD, SPD, SED) und MdL Sachsen
- Kautzsch, Paul (1882–1958), deutscher Kunsthistoriker
- Kautzsch, Rudolf (1868–1945), deutscher Kunsthistoriker

### Kauw
- Kauw, Albrecht († 1681), elsässischer Barockmaler

### Kaux
- Kauxdorf, Andreas (1470–1543), deutscher evangelischer Theologe der Reformationszeit
- Kauxdorff, Christian, Ingenieur und Kartograf in Stettin und Berlin

### Kauz
- Kauz, Constantin Franz Florian Anton von (1735–1797), österreichischer Historiker
- Kauz, Jürgen (* 1974), österreichischer Fußballspieler
- Kauzer, Georg (1807–1875), deutscher Pfarrer und Politiker
- Kauzer, Peter (* 1983), slowenischer Kanute
- Kauzmann, Michael Ehrenreich (1769–1816), deutscher Chirurg und Hochschullehrer
- Kauzonė, Svetlana (* 1970), litauische Politikerin